# Pink Floyd
Pink Floyd (рус. Пинк Флойд) — британская рок-группа, знаменитая своими продолжительными композициями и объединёнными в тематические сюиты песнями, звуковыми экспериментами, философскими текстами, дизайном обложек альбомов и грандиозными концертными шоу. Является одной из наиболее влиятельных и коммерчески успешных групп в истории мировой рок-музыки — в её активе более 250 млн проданных альбомов в мире, в том числе 75 млн — в США.
Группа была основана в 1965 году однокурсниками по архитектурному факультету Лондонского политехнического института Ричардом Райтом (клавишные, вокал), Роджером Уотерсом (бас-гитара, вокал), Ником Мейсоном (ударные) и их другом из Кембриджа Сидом Барреттом (вокал, гитара). Первоначальное название «The Pink Floyd Sound» было придумано лидером группы и автором большинства текстов раннего периода — Барреттом, в 1967 году оно было сокращено до «Pink Floyd». В начале того же года группа выпустила свои первые синглы, а в августе — дебютный студийный альбом The Piper at the Gates of Dawn, ставший классикой психоделического рока.
В конце 1967 года к четвёрке музыкантов присоединился гитарист Дэвид Гилмор. Он заменил страдавшего в то время от наркотической зависимости Барретта, который часто срывал записи и концерты. Какое-то время Барретт и Гилмор играли на одной сцене, но Барретт либо играл один аккорд за всё выступление, либо не играл вообще.
После ухода Барретта доминирующими фигурами в группе стали Роджер Уотерс и Ричард Райт, однако со временем Райт уступил позиции Гилмору. В период 1968—1972 годов группой были выпущены шесть альбомов (два из которых содержат музыку к фильмам). В 1973 году состоялся релиз самой успешной пластинки группы — The Dark Side of the Moon, сразу же сделавшей Pink Floyd явлением мирового масштаба. За ней последовали альбомы Wish You Were Here (1975) и Animals (1977), ещё больше увеличившие международную известность коллектива.
С каждым новым альбомом Роджер Уотерс укреплял своё лидерство в Pink Floyd, постепенно превращаясь в единоличного руководителя. Именно он является автором идеи и большинства композиций концептуального альбома The Wall (1979). Такое положение дел вызывало недовольство со стороны других участников группы, что повлекло за собой уход Райта. Последней работой Pink Floyd в составе Гилмор-Мейсон-Уотерс стал альбом The Final Cut (1983). После этого коллектив прекратил активную работу, а его участники занялись сольными проектами и сотрудничеством с другими музыкантами.
В 1986 году после череды судебных разбирательств Гилмору удалось возродить Pink Floyd сначала в составе Гилмор-Мейсон, затем к ним присоединился Райт. В 1987 году был выпущен альбом A Momentary Lapse of Reason, автором большинства композиций которого стал Гилмор. После записи пластинки группа отправилась в мировое турне, по итогам которого был издан двойной концертный альбом Delicate Sound of Thunder. В 1994 году этим же составом был записан диск The Division Bell, за которым последовали концертный тур и новый большой перерыв в творчестве коллектива. Период работы группы без Уотерса был неоднозначно воспринят как музыкальными критиками, так и поклонниками «классического состава» Pink Floyd.
Новое тысячелетие началось с «исторического» воссоединения состава Уотерс-Гилмор-Мейсон-Райт, состоявшегося в рамках единственного концерта на благотворительном мероприятии Live 8; однако оно также было омрачено смертями двух музыкантов группы: в июне 2006 года скончался Сид Барретт, а в сентябре 2008 года — Ричард Райт. В 2014 году состоялся релиз последнего студийного альбома группы The Endless River, основанного на демозаписях 1993—1994 годов, сделанных при участии Райта. После этого группа Pink Floyd официально прекратила своё существование.

## История

### 1963—1967: ранние годы

#### Формирование
Роджер Уотерс и Ник Мейсон познакомились во время учёбы на архитектурном факультете Лондонского политехнического института на Риджент-стрит. Сначала они вместе играли в студенческой группе, сформированной в 1963 году Клайвом Меткафом и Китом Ноублом, в которую также входила сестра Ноубла — Шейла. Вскоре к ним присоединился сокурсник по архитектурному факультету Ричард Райт, и группа стала секстетом, названным «Sigma 6». Уотерс был соло-гитаристом, Мейсон — барабанщиком, а Райт играл на ритм-гитаре. Также в состав была приглашена вокалистка Джульетт Гейл (будущая жена Райта). Группа выступала на частных вечеринках и репетировала в чайной, расположенной в подвальном помещении Политехнического института. Первое время музыканты исполняли песни группы The Searchers и материал, написанный их менеджером и сокурсником Кеном Чепменом.
В сентябре 1963 года Уотерс и Мейсон поселились недалеко от Крауч-Энда в квартире на Стэнхоуп-Гарденс, 39, принадлежавшей Майку Леонарду, внештатному преподавателю Политехнического института и Художественного колледжа Хорнси. Время от времени Леонард играл на электрооргане Farfisa Duo вместе с новыми жильцами, используя для репетиций гостиную своей квартиры (в это же время, по словам Мейсона, из группы ушли Меткаф и Ноубл, решившие продолжать музыкальную карьеру самостоятельно). В начале лета 1964 года после завершения второго курса института Мейсон съехал с квартиры. На его место в сентябре того же года пришёл Боб Клоуз, которого приняли в группу гитаристом. Появление в ансамбле нового участника вынудило Уотерса переключиться с гитары на бас. Чуть позднее к Уотерсу и Клоузу подселился гитарист Сид Барретт, который был на три года моложе Уотерса и Райта и на два года — Мейсона. Барретт переехал в Лондон в 1962 году, поступив учиться в Камберуэллский колледж искусств. Уотерс и Барретт были друзьями детства; Уотерс часто навещал Барретта и наблюдал, как тот играет у себя дома на гитаре. Впоследствии Мейсон вспоминал: «В тот период, когда все изображали из себя крутых в индивидуалистски-мрачной манере, Сид был немодно дружелюбен; так, яркое воспоминание о нашей первой встрече начинается с того, что он потрудился ко мне подойти и специально представиться». В течение 1964 года наряду с изменениями в составе группа пережила несколько смен названия. Она переименовывалась в «The Meggadeaths», «The Abdabs» (или «The Screaming Abdabs»), «Leonard’s Lodgers», «The Spectrum Five», пока музыканты окончательно не остановились на варианте «The Tea Set».
После ухода Ноубла и Меткафа группа The Tea Set нуждалась в вокалисте. Нового фронтмена Криса Денниса, служившего в то время механиком в Королевских ВВС, привёл в группу Боб Клоуз. В декабре 1964 года музыканты впервые зарезервировали студию звукозаписи — помещение, расположенное в Уэст-Хэмпстеде. Помог в этом один из друзей Райта, который позволил группе бесплатно использовать студию во время простоя. Сам Райт, взявший академический отпуск в университете, в этой сессии не участвовал. Во время работы в студии было записано первое демо группы, включившее четыре композиции: блюзовый стандарт «I’m a King Bee», а также три песни, написанные Сидом Барреттом, — «Butterfly», «Lucy Leave» и «Double O Bo». В начале 1965 года, после того как Королевские ВВС прикомандировали Денниса на службу в Бахрейн, обязанности солиста перешли к Барретту. В этом же году музыкантам было предложено стать резидентами клуба The Countdown Club, расположенного неподалёку от Кенсингтон-Хай-стрит. The Tea Set выступали там с поздней ночи до раннего утра с тремя сетами по 90 минут каждый. В этот период у группы возникла необходимость расширить свои концертные номера, чтобы свести к минимуму повторение песен, — так музыканты, как писал Мейсон, пришли к пониманию, «что красивые соло могут существенно эти песни удлинять». В середине 1965 года Клоуз покинул группу из-за постоянного давления со стороны родителей и преподавателей колледжа. Вместо него соло-гитаристом стал Барретт. В конце того же года квартет впервые начал представляться публике как «The Pink Floyd Sound». Барретт придумал это название после того, как узнал, что на одном из их совместных концертов должна была выступить ещё одна группа «The Tea Set». Новое название коллектива происходило от имён двух пидмонтских блюзменов, чьи пластинки имелись в коллекции музыканта, — Пинка Андерсона и Флойда Каунсила.
В 1966 году The Pink Floyd Sound выступали в различных лондонских клубах и концертных залах, исполняя в основном ритм-энд-блюзовые песни. Музыканты получали от клубов заказы, которые оплачивались сразу. На выступлении в одном из таких заведений, в клубе The Marquee, весной 1966 года группу заметил лектор Лондонской школы экономики Питер Дженнер. Он был впечатлён звуковыми эффектами, которые воспроизводили на своих инструментах Барретт и Райт, и вскоре вместе со своим деловым партнёром и другом Эндрю Кингом предложил группе услуги менеджеров. Музыканты согласились и подписали с Дженнером и Кингом шестистороннее соглашение, по которому каждый получал равную долю от суммы общего дохода. У новоиспечённых руководителей уже был небольшой опыт работы в музыкальном бизнесе, и благодаря средствам, полученным от наследства Кинга, партнёры создали фирму Blackhill Enterprises, потратив около 1000 фунтов стерлингов на покупку новых музыкальных инструментов и оборудования для своих подопечных. Под руководством менеджеров группа стала частью лондонской андеграундной музыкальной сцены, выступая в таких заведениях, как All Saints Hall и The Marquee. Кроме того, Дженнер стал инициатором сокращения названия коллектива, предложив убрать из него слово «Sound». Ещё во времена резидентства в The Countdown Club Pink Floyd начали экспериментировать с длительными инструментальными пассажами, теперь же музыканты стали добавлять в свои выступления визуальные элементы — при помощи примитивных, но в то же время впечатляющих световых эффектов, проецируемых на сцену посредством цветных слайдов и внутреннего освещения. Общественные связи Дженнера и Кинга помогли группе попасть в поле зрения СМИ — был опубликован материал в газете Financial Times, а также напечатана статья в The Sunday Times, в которой отмечалось: «Вчера вечером на презентации нового журнала „IT“ поп-группа под названием The Pink Floyd исполнила волнующую музыку. Их выступление сопровождалось демонстрацией цветных изображений на большом экране за спиной музыкантов. […] Разумеется, всё было весьма психоделично».
К концу 1966 года концертная программа коллектива сместилась с ритм-энд-блюзовых стандартов в сторону оригинального материала Барретта, бо́льшая часть которого позднее была включена в дебютный альбом группы. Музыканты The Pink Floyd к этому времени стали выступать значительно чаще, но их группа по-прежнему была малоизвестной. Порой выступления коллектива воспринимались неоднозначно. Так, например, после концерта в Catholic Youth Club владелец отказался платить им, заявив, что они играли «не музыку». Когда менеджмент коллектива подал иск в суд против хозяина заведения, к удивлению музыкантов, местный магистрат встал на сторону ответчика. Гораздо лучше группу принимали в лондонском клубе UFO, в среде посетителей которого у The Pink Floyd стала формироваться преданная фанатская база. На этих выступлениях Барретт играл на сцене с энтузиазмом и воодушевлением. «Когда я наблюдал за его прыжками по сцене, его безумием и стремлением к импровизации, у меня сложилось впечатление, что вдохновение сходило на Сида свыше. Он постоянно мог превосходить сделанное им же ранее и проникать во всё более интересные и новые сферы. Остальные не были способны на это», — вспоминал поэт и вокалист Пит Браун о своём первом впечатлении от выступления музыканта на сцене.

#### Контракт с EMI
В 1967 году группа Pink Floyd начала привлекать к себе внимание представителей музыкальной индустрии. В период активных переговоров с лейблами звукозаписи соучредитель и менеджер клуба UFO Джо Бойд, а также концертный агент Pink Floyd Брайан Моррисон организовали и оплатили для группы сессии в студии Sound Technics в Уэст-Хэмпстеде, которые начались 11 января 1967 года. Прослушав запись песни Барретта «Arnold Layne», руководство EMI предложило Pink Floyd 5000 фунтов стерлингов в качестве аванса. 1 февраля был подписан контракт с лейблом, а 10 марта дочерний филиал EMI, Columbia, выпустил дебютный сингл группы «Arnold Layne» с би-сайдом «Candy and a Currant Bun». Отсылки в тексте «Arnold Layne» к трансвестизму привели к запрету песни на нескольких радиостанциях; однако из-за манипуляций ретейлеров, которые предоставляли данные о продажах руководителям музыкальной индустрии, цифры были искажены путём массовой скупки сингла подставными лицами в определённых торговых точках, за счёт чего он смог попасть в топ-20 британского чарта.
16 июня 1967 года состоялся релиз второго сингла Pink Floyd — «See Emily Play». Он был гораздо успешнее предыдущего, поднявшись до 6-го места в хит-параде Великобритании. Вскоре после выпуска сингла группа выступила на шоу Look of the Week телеканала Би-би-си, где Уотерс и Барретт столкнулись с массой острых вопросов от ведущего Ханса Келлера. Кроме того, группа приняла участие в популярной британской телепередаче Top of the Pops, руководство которой потребовало от артистов спеть под фонограмму, что вызвало у музыкантов негативную реакцию. Хотя Pink Floyd должны были выступить в Top of the Pops ещё дважды, так как их сингл продержался ещё две недели в Top-10, перед третьим шоу Барретт наотрез отказался выходить на сцену. Примерно в это же время коллеги впервые заметили значительные изменения в поведении Барретта — их причиной было употребление ЛСД, ставшее к началу 1967 года регулярным; по словам Мейсона, фронтмен Pink Floyd временами «полностью дистанцировался от всего происходящего».

#### The Piper at the Gates of Dawn (1967)
«„The Piper at the Gates of Dawn“ стал замечательным достижением практически со всех точек зрения. Это именно та работа, которая сыграла основную роль в создании образа Барретта-мистика и определила стилистику многих альбомов, которые будут созданы его коллегами уже без Сида. [...] На записи — слова и музыка группы вдыхали жизнь в волшебный мир, населённый космическими странниками из будущего, холодящими душу трансвеститами, гномами и единорогами из английских сказок».
Во время заключения контракта с EMI Моррисон договорился о финансировании записи и релиза дебютного альбома Pink Floyd; его должны были записывать в лондонской студии Эбби-Роуд со штатным продюсером лейбла Норманом Смитом. По воспоминаниям Мейсона, сессии проходили гладко, однако Смит утверждал обратное, отмечая, что Барретт практически не реагировал на его предложения и конструктивную критику. Columbia выпустила The Piper at the Gates of Dawn в августе 1967 года. Альбом добрался до 6-й строчки британского чарта, в общей сложности продержавшись в нём 19 недель. Спустя месяц он был перевыпущен лейблом Tower, подразделением компании Capitol Records. Pink Floyd продолжали собирать полные залы в клубе UFO; и хотя Барретт справлялся со своими обязанностями на сцене, его психическое состояние к тому моменту стало вызывать серьёзную обеспокоенность коллег по группе, менеджеров и знакомых. Поначалу остальные музыканты надеялись на то, что проблемы с нестабильным поведением фронтмена рано или поздно закончатся, однако некоторые из его окружения были менее оптимистичны: в их числе были Дженнер и его помощница Джун Чайлд, которая вспоминала: «Я обнаружила [Барретта] в гримёрке, и он был такой… отрешённый. Мы с Роджером подняли его на ноги и вывели на сцену. […] Группа начала играть, а Сид просто стоял на месте. Гитара висела у него на шее, а руки вяло болтались по бокам».
Вынужденный отменить несколько концертов Pink Floyd, в числе которых выступление на престижном Национальном фестивале джаза и блюза, Эндрю Кинг объявил музыкальной прессе, что Барретт страдает от нервного истощения. Обеспокоенный состоянием своего коллеги, Уотерс договорился о встрече с психиатром Рональдом Лэйнгом, отвёз музыканта к нему на приём, однако он отказался выходить из машины. Короткий отпуск Барретта на острове Форментера вместе со своей девушкой Линдси Корнер и реабилитационным доктором Сэмом Хаттом, широко известным в британской андеграундной музыкальной среде, тоже не привёл к заметным улучшениям его здоровья. В сентябре 1967 года группа провела несколько концертов в Европе, а в октябре впервые отправилась в мини-турне по США. По мере продолжения гастролей состояние Барретта становилось всё хуже и хуже. В ноябре во время выступлений на телевизионных передачах Дика Кларка и Пэта Буна Барретт смущал ведущих своим поведением, не отвечая на вопросы и глядя пустым, немигающим взглядом. Когда в программе Буна пришло время спеть песню «See Emily Play» под фонограмму, он и вовсе отказался открывать рот. После этих неловких эпизодов Кинг решил прекратить гастроли и незамедлительно отправил группу назад в Лондон. Вскоре после возвращения музыканты присоединились к гастролирующему по Англии американскому гитаристу Джими Хендриксу в качестве разогревающей группы (в этом сборном турне выступали семь ансамблей, игравших по два раза за вечер); однако по мере продолжения турне депрессия Барретта лишь усугублялась, достигнув критической точки в декабре, — тогда группа приняла решение пригласить в свой состав ещё одного участника, который бы мог замещать фронтмена в нужный момент.

### 1967—1978 годы: переходный период и международный успех

#### 1967: замена Барретта на Гилмора
В декабре 1967 года группа пригласила гитариста Дэвида Гилмора стать пятым участником Pink Floyd. Гилмор уже был знаком с Барреттом, так как учился с ним в одном колледже в начале 1960-х годов. Во время учёбы они часто играли вдвоём на гитарах и губных гармониках в обеденное время, а во время каникул путешествовали автостопом по югу Франции, выступая как уличные музыканты. Кроме этого, в 1965 году, будучи членом The Jokers Wild, Гилмор выступал на совместном концерте с The Tea Set. Помощник Моррисона Стив О’Рурк поселил Гилмора в одной из комнат своего дома, выделив музыканту зарплату в размере 30 фунтов стерлингов в неделю. В январе 1968 года Blackhill Enterprises объявила Гилмора пятым полноценным участником коллектива, закрепив за ним роль второго гитариста; группа намеревалась продолжить работу с Барреттом в качестве автора песен, не выступающего на концертах. Дженнер так комментировал ситуацию: «Идея заключалась в следующем: Дэйв станет замещать Сида и сглаживать его чудачества. Когда это перестанет срабатывать, Барретт будет только писать. Мы просто попробуем оставить его при деле, но так, чтобы остальные тоже могли спокойно работать». Барретт, который должен был сочинить новые хитовые синглы, закрепляющие успех «Arnold Layne» и «See Emily Play», вместо этого, выразив своё разочарование, продемонстрировал группе песню «Have You Got It Yet?», намеренно меняя аранжировку по ходу репетиции, чем сделал её невозможной для разучивания. Уотерс вспоминал: «Я стоял там битый час, пока он пел [„Have You Got It Yet?“]… пытаясь осмыслить всё то, что он постоянно менял так, что я ничего не мог понять. Он мог бы пропеть: „Ну что уловил?“, а я бы мог ответить: „Нет, нет, не уловил“». Изоляцию Барретта от остальной группы можно было, в частности, наблюдать во время фотосессии всех пяти музыкантов в январе 1968 года: фронтмен выглядел на фото отстранённым от остальных, глядя при этом куда-то вдаль.
Таким образом сотрудничество Pink Floyd с их лидером оказалось слишком проблематичным, а временами невозможным из-за неуправляемого состояния Барретта, близкого к кататоническому. По дороге на выступление в Саутгемптоне в январе 1968 года, когда один из членов группы спросил, не следует ли им заехать за Сидом, последовал ответ: «О нет, давайте не будем!», что стало сигналом об окончании пребывания Барретта в составе Pink Floyd — остальные музыканты поняли, что предпочитают обходиться без него. Впоследствии Уотерс вспоминал: «Он был нашим другом, но теперь бо́льшую часть времени мы хотели его придушить». Басисту «катастрофически» надоело возиться с фронтменом, и он постоянно реагировал на «барреттовские выходки» намеренно агрессивно, о чём искренне сожалел годы спустя. По прошествии десятилетия Мейсон говорил: «Сегодня легко оглядываться назад […] Но когда ты находишься в полном смятении, когда у тебя в голове царит полная неразбериха, ибо ты пытаешься остаться в группе, добиться успеха и заставить весь механизм работать — а ничего не вытанцовывается. Непонятно, почему всё так получается, ты не можешь не поверить в то, что кто-то умышленно пытается завалить всё дело. При этом твой внутренний голос […] говорит: „Этот человек — сумасшедший, он пытается уничтожить тебя!“ Разрушить меня, знаете, — это очень личное. Заводишься до такого состояния, что ярость никакому контролю не поддаётся». В начале марта 1968 года музыканты провели деловую встречу с Дженнером и Кингом, чтобы обсудить будущее группы — Барретт согласился покинуть коллектив; остальные участники сохранили за собой название «Pink Floyd»; менеджеры, оставшиеся в Blackhill, получили права на все прошлые записи с Барреттом.
6 апреля 1968 года менеджеры Blackhill Enterprises официально объявили об уходе Барретта. Вместо него песни в группе стали сочинять Уотерс и Райт. Помимо этого, на Уотерса по большей части легло бремя выбора тематики текстов и творческого направления Pink Floyd. Вокальные партии Барретта стал исполнять Гилмор: первоначально на европейских телевизионных выступлениях группы он даже подражал голосу бывшего солиста. Однако, играя в университетских кругах, участники группы предпочитали вместо песен Барретта исполнять новый материал вроде «It Would Be So Nice» и «Careful with That Axe, Eugene». Вскоре после ухода Барретта из группы Моррисон продал свой бизнес компании Брайана Эпстайна «NEMS Enterprises», и Стивен О’Рурк, один из партнёров Моррисона, стал единоличным менеджером квартета, а Дженнер и Кинг, считавшие Барретта творческим гением ансамбля, решили прекратить сотрудничество с Pink Floyd, переключившись на его продвижение как сольного артиста.

#### A Saucerful of Secrets (1968)
В 1968 году музыканты вернулись в студию Эбби-Роуд, чтобы приступить к записи своего второго альбома. A Saucerful of Secrets включал три композиции Уотерса, в которых стал просматриваться его собственный авторский стиль, — «Set the Controls for the Heart of the Sun», «Let There Be More Light» и «Corporal Clegg», две композиции Райта — «See-Saw» и «Remember a Day», а также последний вклад Барретта в дискографию Pink Floyd — «Jugband Blues». Норман Смит поощрял группу к самостоятельному продюсированию своей музыки, поэтому музыканты записывали демоверсии нового материала у себя дома. Кроме этого, получив от Смита ряд советов по технической стороне записи, а также набравшись опыта во время работы над своим прошлым альбомом, участники Pink Floyd стали самостоятельно использовать студию звукозаписи для реализации своего творческого видения. Тем не менее в ряде моментов Смит остался неудовлетворённым их исполнительским уровнем. Так, например, когда Мейсон, несмотря на все свои усилия, не смог исполнить барабанную партию в песне «Remember a Day», продюсер сам сел за ударную установку. Вспоминая об отношении Смита к тем сессиям, Райт отмечал, что «Норман махнул рукой на наш второй альбом… он вечно твердил что-то вроде: „Ты не сможешь выдержать и двадцати минут этого нелепого шума“». Во время студийных сессий A Saucerful of Secrets музыканты нашли необычный способ проиллюстрировать структуру заглавного трека альбома. Поскольку ни Уотерс, ни Мейсон не изучали нотную грамоту, они изобрели свою собственную систему музыкальной нотации, рисуя «пики и впадины» на бумаге. Впоследствии Гилмор описал их метод как «похожий на архитектурную схему».
Выпущенный в июне 1968 года альбом добрался до 9-го места британского хит-парада, в общей сложности продержавшись в нём 11 недель. Музыкальный журнал Record Mirror в целом оценил запись в положительном ключе, однако призвал слушателей «забыть её, словно фоновую музыку на вечеринке». В свою очередь, радиоведущий Джон Пил описал концертное исполнение заглавного трека как «похожее на религиозный опыт», в то время как обозреватель из NME назвал эту композицию «длинной и скучной… с малым количеством моментов, оправдывающих её монотонное содержание». На следующий день после выхода альбома в Великобритании музыканты Pink Floyd выступили на первом бесплатном концерте в истории Гайд-парка, а через девять дней группа отправилась в своё второе турне по США. Это были первые серьёзные гастроли Pink Floyd, в ходе которых группу сопровождали ещё два британских коллектива — Soft Machine и The Who. В декабре того же года музыканты Pink Floyd выпустили сингл «Point Me at the Sky», который был не более успешен, чем два предыдущих, изданных после «See Emily Play», — «Apples and Oranges» и «It Would Be So Nice». Он стал последним синглом группы вплоть до релиза «Money» в США (1973) и «Another Brick in the Wall» в Британии (1979) соответственно.

#### Ummagumma (1969), Atom Heart Mother (1970) и Meddle (1971)
В 1969 году на дочернем лейбле EMI Harvest Records Pink Floyd выпустили двойной альбом Ummagumma, в котором дистанцировались от предыдущей пластинки как в музыкальном плане, так и в методике сочинения материала. Первый диск альбома содержал студийные записи, которые были созданы необычным для группы способом — каждый из музыкантов получил в своё распоряжение по четверти пластинки для записи своих сольных работ безо всяких творческих ограничений. По большей части эти сольные сочинения представляли собой эксперименты в области рок-авангарда. На второй диск был записан концертный материал с выступлений в Манчестерском колледже коммерции и в бирмингемском клубе Mothers. Ummagumma получил положительные отзывы от музыкальных критиков; так, обозреватель IT назвал его концертную часть «возможно, одной из лучших живых записей, которые я когда-либо слышал». Альбом поднялся до 5-й строчки британского чарта, в общей сложности продержавшись в нём 21 неделю.
В октябре 1970 года группа выпустила лонгплей Atom Heart Mother. Ранняя версия его заглавного трека, «Atom Heart Mother», исполнялась на концертах уже с января 1970 года, однако трудности, связанные со сведением, а также идея дополнить композицию хоральными и оркестровыми партиями, подтолкнули группу к решению привлечь к работе композитора Рона Гисина. В то время как Pink Floyd отправились на гастроли в США, Гисин приступил к доработке партитуры и записи виолончели, медной духовой группы и хора. Для руководства большим количеством классических музыкантов был приглашён хормейстер Джон Олдис. Премьера оркестрованной сюиты «Atom Heart Mother» состоялась на Международном фестивале в Бате 27 июня 1970 года. Atom Heart Mother стал последним проектом Pink Floyd с Норманом Смитом, который был отмечен на этой записи в качестве исполнительного продюсера. По словам Гилмора, это был «деликатный способ намекнуть, что он… не принимал какого-либо участия». Позднее Уотерс критиковал альбом, замечая, что предпочёл бы, чтобы он был «выброшен в мусорное ведро, и никто больше никогда его не слушал». Гилмор также относился к пластинке пренебрежительно, однажды отозвавшись о ней как о «куче чепухи», заявив: «На самом деле мы находились на спаде. […] Я думаю, мы „подчищали“ все запасы [оставшегося материала] на тот момент». Тем не менее Atom Heart Mother был чрезвычайно успешен на родине группы, став первым альбомом Pink Floyd, добравшимся до вершины национального хит-парада и продержавшимся в нём восемнадцать недель. Благодаря успеху пластинки Pink Floyd стала первой рок-группой, которую пригласили выступить на фестивале классической музыки в Монтрё. Также Ролан Пети предложил группе поучаствовать в создании балетной программы Pink Floyd Ballet.
«Трудно вообразить, что настолько радикальная музыка [альбом Atom Heart Mother] могла завоевать первое место в хит-параде в те времена, да и вообще, произойдёт ли такое когда-либо ещё».
Весь 1970 год Pink Floyd активно гастролировали по Европе и Северной Америке. Благодаря успеху своих шоу группа заняла второе место в ежегодном опросе читателей Melody Maker. Одновременно с этим впервые за свою карьеру музыканты стали получать «ощутимую прибыль», что позволило Мейсону и Райту, которые стали к этому времени отцами, купить дома в Лондоне, в то время как Гилмор, всё ещё холостой, переехал на ферму XIX века в Эссексе, где начал собирать коллекцию антиквариата и музыкальных инструментов, а Уотерс смог приобрести дом в Ислингтоне, оборудовав домашнюю студию звукозаписи в перестроенном сарае для инструментов в задней части сада. В январе 1971 года, вернувшись из турне в поддержку Atom Heart Mother, музыканты начали работать над материалом для следующей пластинки. Не имея на тот момент новых песен и музыкальных идей, они предприняли несколько бесплодных экспериментов; звукоинженер Джон Леки описал эти сессии как часто начинающиеся днём и заканчивающиеся рано утром: «Можно было начать в два часа дня, работать до четырёх утра, и за всё это время не добиться вообще никаких результатов. С их лейблом совсем не было контакта, разве что иногда заходил их менеджер и приносил пару бутылок вина или один-два косяка». Группа тратила много времени, работая над базовыми звуками или гитарным риффом. Кроме этого, музыканты провели впустую несколько дней в лондонской студии Air, принадлежавшей Джорджу Мартину, пытаясь создать музыку при помощи различных бытовых предметов (позднее группа вернётся к этому проекту в период между записью The Dark Side of the Moon и Wish You Were Here). В дополнение ко всему, работа над новым альбомом прерывалась частыми гастролями. Так, в первой половине апреля группа находилась в студии, а во второй — выступала с концертами в Донкастере и Норидже, прежде чем вновь вернуться к записи в конце месяца. В мае музыканты разрывались между сессиями на Эбби-Роуд, репетициями и концертами по всей Британии. Июнь и июль группа также провела, выступая по всей Европе, а август — в Японии и в Австралии, вернувшись в Европу лишь в сентябре. В октябре музыканты сняли концертный фильм Pink Floyd: Live at Pompeii, после чего в ноябре отправились на гастроли в США. Таким образом запись нового альбома, получившего название Meddle, растянулась на много месяцев, стартовав в январе и завершившись только в октябре 1971 года.
«„Meddle“ не только подтверждает появление ведущего гитариста Дэвида Гилмора в качестве реальной формообразующей силы в группе, он убедительно и точно заявляет, что группа снова находится на пути роста», — писал Жан-Шарль Коста из Rolling Stone. Обозреватель NME назвал Meddle «исключительно хорошим альбомом», особо отметив «Echoes» как «наивысшую точку, к которой стремились Pink Floyd». Корреспондент The Washington Post, в свою очередь, охарактеризовал новый альбом Pink Floyd как «наиболее близкую к авангарду вещь, которой может похвастаться рок». Однако Майкл Уоттс из Melody Maker счёл Meddle не столь впечатляющим, назвав его «саундтреком к несуществующему фильму», и посетовал, что в нём «слишком много ярости и звука из ничего». По мнению многих критиков, музыка Meddle стала переходным звеном между материалом конца 1960-х годов, записанным под влиянием Барретта, и новым формирующимся стилем Pink Floyd. Лонгплей добрался до 3-го места британского хит-парада, в общей сложности проведя в нём 85 недель.

#### The Dark Side of the Moon (1973)
«Думаю, в определённом смысле каждый альбом был ступенькой на пути к „The Dark Side of the Moon“. Мы постоянно учились, осваивали технику звукозаписи, наши сочинения становились всё лучше и лучше».
«Если взять „A Saucerful of Secrets“, композицию „Atom Heart Mother“, затем — „Echoes“, то всё очень логично выстраивается в цепочку, которая ведёт к „Dark Side of the Moon“».
Следующий альбом Pink Floyd The Dark Side of the Moon был записан вместе со звукоинженером Аланом Парсонсом в студии Эбби-Роуд в период между маем 1972 и январём 1973 года. По замыслу авторов, его название было отсылкой к человеческому безумию, а не к аналогичному астрономическому понятию. Группа сочинила и доработала материал во время гастролей по Великобритании, Японии, Северной Америке и Европе. В работе над диском Парсонсу помогал продюсер Крис Томас, который отвечал за финальный микс, а также должен был сгладить трения между Гилмором и Уотерсом, частично возникшие из-за любви последнего к аскетичной инструментовке в духе John Lennon/Plastic Ono Band. На этой пластинке Уотерс выступил единоличным автором текстов всех песен.
Выпуск The Dark Side Of The Moon состоялся в марте 1973 года. Релиз альбома предваряла презентация для прессы, которую бойкотировали все участники Pink Floyd, за исключением Райта, так как ещё не был завершён квадрофонический микс пластинки. Музыканты считали, что прослушивание альбома через среднестатистическую стереосистему не до конца раскроет потенциал записи. Сразу после выпуска The Dark Side Of The Moon занял высокие позиции в чартах Великобритании и всей Западной Европы, получив от музыкальных критиков самые восторженные отзывы «за всю историю группы». Обозреватель Melody Maker Рой Холлингворт охарактеризовал лонгплей как «чрезвычайно витиеватый… [и] сложный для восприятия», назвав первую половину диска «дьявольски неинтересной», однако похвалил его вторую сторону, подчеркнув, что «песни, звуки… [и] ритмы просто отличные… саксофон сотрясает воздух, группа отрывается на всю катушку». В свою очередь, Лойд Гроссман из Rolling Stone назвал запись «прекрасной пластинкой с фактурным и концептуальным изобилием, которая не только развлекает, но и требует [интеллектуального] участия», а Стив Пикок из Sounds подытожил свою статью словами: «Меня совершенно не волнует, слышали ли вы в своей жизни хотя бы одну нотку из всего сочинённого Pink Floyd, но я всем настоятельно рекомендую „The Dark Side of the Moon“… Во всех отношениях, — это великая музыка». Выход альбома окончательно укрепил репутацию Pink Floyd как «группы-явления глобального мирового масштаба, как мегазвезды, равной The Rolling Stones и The Who». В марте 1973 года, во время гастролей Pink Floyd по США, лонгплей, исполняемый целиком, был уже полноценной частью концертной программы.
The Dark Side Of The Moon стал одним из самых коммерчески успешных рок-альбомов в истории музыки: он занял 1-е место в главном американском чарте Billboard 200, продержавшись в нём рекордные четырнадцать лет, и разошёлся тиражом более 45 миллионов копий по всему миру. На родине музыкантов запись достигла 2-го места национального хит-парада, в общей сложности пробыв в нём 535 недель. Помимо этого, лонгплей занял 3-е место в числе самых продаваемых студийных альбомов в мире и 26-е — среди бестселлеров в США. Успех пластинки обеспечил огромную прибыль участникам коллектива (бас-гитарист назвал их гонорар «кучей денег»): Уотерс и Райт купили большие загородные дома, а Мейсон стал коллекционером дорогих автомобилей. К этому моменту, разочаровавшись в «инертности» своей американской звукозаписывающей компании Capitol Records, Pink Floyd и О’Рурк заключили контракт с фирмой Columbia, которая выплатила им аванс в размере 1 000 000 долларов. В то же время в Европе группа по-прежнему сотрудничала с лейблом Harvest Records.

#### Wish You Were Here (1975)
Pink Floyd завершили 1974 год гастрольным туром по Великобритании, во время которого на каждом концерте целиком исполнялась сюита The Dark Side of the Moon.
По окончании турне в январе 1975 года музыканты вернулись в студию и начали работу над своим девятым альбомом Wish You Were Here. Парсонс отклонил предложение вновь поработать с Pink Floyd, поскольку был занят своим собственным, ставшим уже довольно успешным проектом The Alan Parsons Project, из-за чего группа была вынуждена обратиться за помощью к звукоинженеру Брайану Хамфрису. Поначалу музыкантам было трудно сочинять новый материал — успех The Dark Side of the Moon опустошил Pink Floyd физически и эмоционально. Впоследствии Уотерс описывал первые сессии записи этого альбома как «очень утомительные и вымученные», а Райт добавлял: «…для нас наступили сложные времена».
Яснее остальных музыкантов образ будущей пластинки видел Гилмор — он полагал, что им следует просто доработать три новые, уже обкатанные на концертах, композиции, нежели сочинять какой-либо другой материал. Такой подход не нашёл поддержки у остальных музыкантов — в первую очередь был против Уотерс. Всё это ещё больше осложняло отношения внутри группы. Кроме того, Гилмора стал тяготить непрофессионализм его коллег, который они сами так или иначе пытались оправдать: к примеру, Мейсон пребывал в «опасном упадке духа» из-за несложившегося брака — непрекращающаяся апатия мешала ему вернуться в былую творческую форму; также на грани развала в это время была супружеская жизнь Уотерса.
После творческих поисков, на которые ушло несколько недель, Уотерс наконец решил, что концепцию нового альбома следует связать с тем, что на тот момент происходило с группой, когда она временами «существовала только физически»: пока «наши тела были тут, а наши души и помыслы бродили бог знает где». Мысль об отчуждении между музыкантами переросла в размышления о всеобщем отчуждении, свойственном XX веку, которое в немалой степени повлияло также и на судьбу Сида Барретта. Отчасти на идею концепции альбома Уотерса натолкнула «глубокая меланхолия» музыки «Shine On You Crazy Diamond» — композиции, которая в черновом варианте уже исполнялась Pink Floyd на нескольких концертах в 1974 году. Вступительная гитарная фраза из четырёх нот, сочинённая Гилмором для «Shine On You Crazy Diamond», напомнила Уотерсу о Барретте и стала отправной точкой для будущего альбома. В дополнение к этой композиции были сочинены ещё три песни, которые соответствовали теме взлёта и падения их бывшего товарища по группе. «Потому что я хотел как можно точнее и искреннее передать свои чувства… ту не поддающуюся определению непроходящую грусть от ухода Сида», — вспоминал Уотерс. — «Не будь его, вообще ничего бы и не произошло, но, с другой стороны, это не могло бы продолжаться с ним».
Пока группа работала над альбомом, неожиданно в студии появился сам Барретт. Впоследствии Сторм Торгерсон, дизайнер Hipgnosis, вспоминал: «Два или три человека плакали. Он присел и некоторое время поговорил с остальными, но было понятно, что мысли его на самом деле не здесь». Сид сильно изменился внешне, настолько, что группа поначалу не узнала его; впоследствии Райт описал Барретта как «толстого, лысого, чокнутого субъекта». По словам очевидцев, Уотерс был глубоко расстроен этим инцидентом — буквально «проклятыми слезами обливался», догадавшись, кто это.
Премьера большей части композиций Wish You Were Here состоялась 5 июля 1975 года во время музыкального фестиваля в Небуорт-хаусе. Выпущенный спустя два месяца альбом добрался до вершины хит-парадов по обе стороны Атлантики. На родине музыкантов его предварительные заказы составили 250 000 экземпляров — компания EMI не успевала допечатывать тиражи, предварительно предупредив розничные сети, что их заказы будут удовлетворены только на 50 %. Несмотря на то, что до 1991 года Wish You Were Here оставался самым продаваемым альбомом Pink Floyd, он получил неоднозначные отзывы критиков. Так, Бен Эдмундс из Rolling Stone выделил композицию «Shine On You Crazy Diamond», затрагивающую «тему личности Барретта», однако посетовал на то, что в рамках всего альбома потенциал этой идеи остался нереализован. Роберт Кристгау назвал музыку лонгплея «искренней и притягательной», имеющей «полное право называться симфонической»; в противоположность этому отзыву обозреватель Melody Maker заявил, что альбом «звучит неубедительно».

#### Animals (1977)
В 1975 году музыканты Pink Floyd выкупили трёхэтажный комплекс церковных помещений на Британиа-Роу, 35 в Ислингтоне и переоборудовали его под собственную студию звукозаписи, выделив место под складские помещения для сценической аппаратуры. Студию, получившую название Britannia Row Studios, оснастили микшерным пультом и 24-дорожечным магнитофоном фирмы MCI. В 1976 году группа записала здесь свой десятый альбом Animals. Концепция пластинки, вольно базирующаяся на повести Джорджа Оруэлла «Скотный двор», была придумана Уотерсом. Тексты песен описывали различные классы общества, которых представляли антропоморфные собаки, свиньи и овцы.
Бо́льшая часть материала, попавшего в Animals, уже существовала в форме песен ещё до записи Wish You Were Here, группа исполняла их на осенних концертах 1974 года. Старые и новые записи составили одну короткую балладу и три протяжённых композиции длительностью более 10 минут каждая. Подобная структура альбома непосредственно влияла на разделение авторских гонораров и привела к конфликтам между членами группы, поскольку авторские отчисления рассчитывались на основе отдельных песен. К примеру, Гилмор, в значительной степени ответственный за композицию «Dogs», которая занимала почти всю первую половину альбома, получил авторских меньше, чем Уотерс, который являлся автором гораздо более короткой, но разделённой на два трека «Pigs on the Wing». Райт вспоминал: «Отчасти это была моя вина, потому что я не продвигал свой материал… но Дэйву действительно было что предложить, однако ему удалось протащить туда лишь пару вещей». Мейсон добавлял: «Роджер был в полном восторге от этих идей, но на самом деле он сдерживал Дэйва и намеренно сбивал его с толку». В итоге вклад Гилмора в альбом был меньше, чем обычно. Мейсон и Райт также приняли минимальное участие в создании пластинки. Animals стал первым диском Pink Floyd, в списке авторов которого отсутствовало упоминание Райта. Отчасти причиной этого было то, что на момент создания альбома музыкант оказался под давлением как семейных проблем, так и всё более ухудшавшихся отношений с Уотерсом. Сам Райт так комментировал ситуацию: «Создание „Animals“ не было весёлым процессом… именно тогда Роджер по-настоящему поверил в то, что он является единоличным автором группы… что только из-за него мы ещё на плаву… когда он начал зарываться, то в первую очередь скандалил именно со мной». Выпущенный в январе 1977 года альбом добрался до 2-й строчки в британском чарте и занял 3-е место в хит-параде США.
«Это первый альбом, для которого я ничего не написал. Для меня это также первый альбом, начиная с выпуска которого группа перестала быть единым организмом. Вот тогда-то Роджер и решил прибрать всё к своим рукам».
Группа исполняла бо́льшую часть материала альбома во время турне In The Flesh. Это был первый опыт выступления Pink Floyd на больших стадионах — их размер вызывал у музыкантов тревогу, а сам масштаб турне породил чувство отчуждения. Уотерс начал приезжать на каждое шоу в одиночку, сразу же уезжая после его окончания. В свою очередь, Райт однажды улетел обратно в Англию прямо по ходу гастролей, порываясь уйти из группы. Во время концерта в Монреале произошёл ещё один неприятный инцидент (ставший креативным толчком к созданию концепции The Wall) — кучка шумных фанатов в первом ряду настолько разозлила Уотерса, что он плюнул в одного из них. Гилмор вспоминал, что конец гастролей ознаменовал собой ещё один спад — это был период, когда он почувствовал, что группа была действительно близка к развалу — музыканты достигли успеха, к которому стремились, и было «сложно понять, чего ещё желать».

### 1978—1985: эра Уотерса

#### The Wall (1979)
В июле 1978 года на фоне финансового кризиса, вызванного непродуманными инвестициями капитала музыкантов, Уотерс предложил две идеи, которые могли бы стать основой для следующей пластинки. Первая представляла собой 90-минутное демо с рабочим названием Bricks in The Wall; вторая впоследствии стала его дебютным сольным альбомом The Pros and Cons of Hitch Hiking. Мейсон и Гилмор поначалу отнеслись к предложению настороженно, но в итоге остановились на первом варианте. Боб Эзрин выступил сопродюсером пластинки и переписал её сценарий на сорока страницах, отредактировав стихи Уотерса и немного изменив порядок развития сюжета. Повествование The Wall разворачивалось вокруг гештальт-персонажа по имени Пинк, на судьбе которого отразились детские переживания Уотерса, включая ключевое — смерть отца во Второй мировой войне. Это был первый метафорический «кирпич» Пинка. Все последующие события лишь усугубляли проблемы с его психикой. Пытаясь добиться славы рок-звезды, он попадает под прессинг музыкальной индустрии, разочаровывается в жизни, становится наркоманом, а в итоге превращается в мегаломаньяка. В конце повествования его аудитория, всё более и более принимающая черты фашистской группировки, наблюдает за тем, как их кумир разрушает «стену» и вновь становится нормальным человеком.
Во время записи The Wall Уотерс и Гилмор были недовольны тем, что Райт не вносил вклад в создание альбома. Уотерс убедил О’Рурка, Гилмора и Мейсона лишить его доли в Pink Floyd Ltd, оставив на правах приглашённого музыканта до завершения всех проектов, связанных с The Wall. По словам самого Райта, Уотерс угрожал уничтожить все новые записи, если он не уйдёт из группы. Гилмор утверждал, что Райт «не внёс в альбом какого-либо существенного вклада — он сделал очень, очень мало», «он не приносил никакой пользы» и именно поэтому «получил пинка́». Со слов Мейсона, «вклад Рика состоял в том, чтобы приходить и торчать на сессиях, ничего не делая, находясь в роли „продюсера“». В свою очередь, Уотерс вспоминал: «[Райт] был не готов сотрудничать в создании этой записи… [и] это было согласовано со всеми… либо [он] может долго упираться, либо соглашается… прекратить участие в работе над пластинкой, сохраняя весь свой гонорар… но в конце уходит без лишнего шума. Рик согласился».
В поддержку альбома был выпущен сингл «Another Brick in The Wall (Part II)», который возглавил чарты по обе стороны Атлантики; это был первый сингл группы со времён «Money» (в США) и «Point Me at the Sky» (в Британии). 30 ноября 1979 года последовал релиз альбома The Wall (выпущенного на двух пластинках), который в течение пятнадцати недель возглавлял американский хит-парад, а на родине музыкантов достиг третьей позиции. По данным на 2020 год, The Wall занимает восьмую строчку в списке организации RIAA «100 самых продаваемых альбомов в США» с тиражом, превышающим 23 миллиона копий.
Художник Джеральд Скарф создал серию анимационных фильмов для последовавших за выпуском альбома концертных шоу The Wall Tour. Для этих выступлений он же разработал эскизы больших надувных кукол, представлявших персонажей из сюжетной линии альбома, включая «Мать», «Миссис Пинк» и «Школьного учителя». Во время гастролей The Wall Tour отношения между участниками группы были самыми напряжёнными за всё время их карьеры — даже свои трейлеры музыканты парковали по отдельности, на расстоянии, чтобы как можно реже пересекаться друг с другом вне выступлений. Для прибытия на шоу Уотерс использовал личный автомобиль и не останавливался в тех отелях, в которых селились его коллеги. Райт участвовал в концертах в качестве приглашённого музыканта с фиксированной зарплатой и был единственным из всех в группе, кто получил прибыль от этого гастрольного тура, повлёкшего убытки от постановочных расходов в размере 600 000 долларов.
Ещё на ранних этапах создания альбома The Wall Уотерс задумал снять фильм по его сюжету. Первоначальная его концепция состояла в сочетании концертных кадров и анимационных сцен, но вскоре выяснилось, что запись концерта не слишком подходила для формата фильма. Алан Паркер, согласившийся занять кресло режиссёра, выбрал другой подход. Он решил оставить анимационные эпизоды, а сюжетные сцены должны были разыгрываться профессиональными актёрами без диалогов. Уотерс прошёл пробы, но быстро был отсеян, в итоге на роль Пинка был приглашён Боб Гелдоф. Первоначально он отнёсся к проекту пренебрежительно, называя сюжетную линию альбома «чушью собачьей». Однако в конце концов согласился с перспективой участия в потенциально культовой ленте и получения большого гонорара за свою работу. Впоследствии музыкант вспоминал, что съёмочный процесс произвёл на него «сильнейшее впечатление… [он] заставил меня заглянуть в такие глубины подсознания, которые обычно недоступны». Дебют фильма состоялся в мае 1982 года на Каннском кинофестивале; премьера ленты в Великобритании, получившей название «Пинк Флойд: Стена», прошла в июле 1982 года.

#### The Final Cut (1982)
В 1982 году Уотерс предложил новый музыкальный проект с рабочим названием Spare Bricks, изначально задуманный как альбомная версия саундтрека к фильму «Стена». Однако после начала Фолклендской войны он изменил свои планы и начал писать новый материал. Уотерс счёл ответ Маргарет Тэтчер на действия правительства Аргентины чересчур джингоистичными и избыточными. По ходу работы между Уотерсом и Гилмором сразу же начались споры, так как гитарист считал, что альбом должен включать в себя совершенно новый материал, а не переработанные песни, не пригодившиеся для предыдущей пластинки. В свою очередь, басист начал утверждать, что Гилмор не вносит существенного вклада в сочинение песен. Композитор Майкл Кеймен, один из авторов оркестровых аранжировок The Wall, которого пригласили для записи нового альбома в качестве пианиста вместо ушедшего из группы Райта, то и дело выступал посредником в спорах Уотерса с Гилмором. Напряжение внутри группы нарастало. И хотя Уотерс и Гилмор работали независимо друг от друга, отношения межу ними накалялись. Временами гитарист едва сохранял самообладание. После очередной ссоры имя Гилмора исчезло из списка продюсеров альбома (тем не менее музыканту сохранили продюсерские отчисления).
Погрязший в семейных проблемах, Мейсон отдалился от коллег и мало интересовался творческим процессом. Его музыкальный вклад в запись нового диска был минимальным, а в одной из песен вместо него на ударных сыграл Энди Ньюмарк. Тем не менее Мейсон взял на себя всю работу со звуковыми эффектами для экспериментальной голофонической системы, которая была использована в альбоме.
Выпущенный в марте 1983 года The Final Cut сразу же занял верхнюю строчку чарта Великобритании и добрался до 6-го места в США. Уотерс написал все тексты, а также всю музыку для этой пластинки. В период её создания у Гилмора не было готового материала, и он попросил Уотерса отложить запись до тех пор, пока он не сможет написать несколько песен, однако тот отказался. Позже Гилмор отмечал: «Я, конечно, виноват в том, что иногда бываю ленив… но он был не прав в том плане, что хотел включить в „The Final Cut“ ряд дурацких треков». Курт Лодер из Rolling Stone поставил альбому высший балл, назвав его «превосходным достижением […] величайшей вершиной арт-рока». При этом публицист рассматривал запись как «по сути, сольный проект Уотерса». Между тем Гилмор, никогда не скрывавший своего пренебрежительного отношения к этой пластинке, назвал её содержание «дешёвым наполнителем того типа, который мы годами не пропускали на пластинки Pink Floyd».

#### Уход Уотерса и судебные баталии
В 1984 году Гилмор записал свой второй сольный альбом About Face (его дебютный диск был выпущен шестью годами ранее), выразив с помощью этой пластинки свои мысли относительно самых разных тем — от убийства Джона Леннона до своих отношений с Уотерсом. Позже он заявил, что использовал этот альбом, чтобы дистанцироваться от Pink Floyd. Практически в это же время Уотерс начал гастролировать с материалом своей дебютной пластинки The Pros and Cons of Hitch Hiking, а Ричард Райт сформировал группу Zee вместе с Дэйвом Харрисом и записал в рамках этого проекта диск под названием Identity, выход которого прошёл практически незамеченным в музыкальной прессе. Немного позднее остальных, в августе 1985 года, свой сольный альбом под названием Profiles выпустил Мейсон (в соавторстве с музыкантом Риком Фенном) — это был уже второй сольный диск ударника Pink Floyd (релиз первого, Nick Mason’s Fictitious Sports, состоялся в 1981 году). В том же году состоялся организованный Бобом Гелдофом благотворительный марафон Live Aid, в нём приняли участие воссоединившиеся Led Zeppelin и The Who, но не Pink Floyd. Гилмор выступил на концерте в качестве гитариста группы Брайана Ферри; в свою очередь, эти события вдохновили Уотерса на сочинение его самой известной сольной композиции «The Tide Is Turning (After the Live Aid)».
Затяжной конфликт Уотерса и О’Рурка из-за обязательств по записям, которые могли бы быть выпущены Pink Floyd в будущем, и из-за выплат роялти привёл к тому, что в июне 1985 года Уотерс расторг свой личный контракт с менеджером группы. Для управления своими делами басист Pink Floyd нанял Питера Раджа. Не остановившись на этом, Уотерс предложил Мейсону и Гилмору совсем избавиться от О’Рурка (обещая им взамен права на название группы, будучи уверенным, что они не станут ими пользоваться), но те не согласились подписывать документы об увольнении менеджера. Тогда Уотерс написал в письме руководству EMI и Columbia о том, что он уходит из Pink Floyd, и попросил освободить его от контрактных обязательств. Гилмор считал, что Уотерс принял это решение, чтобы ускорить развал группы. Позже бас-гитарист пояснил, что, не записывая новые альбомы Pink Floyd, он автоматически нарушал действующий контракт, который предусматривал приостановку выплат роялти с уже выпущенных песен, и что остальные участники группы вынудили его покинуть коллектив, угрожая подать на него в суд, так как он не хотел работать над новым материалом. В итоге осенью 1986 года Уотерс сам обратился в Верховный суд с целью распустить группу и прекратить использование названия Pink Floyd, объявив ансамбль «выдохшейся творческой единицей». Впоследствии один из приближённых к группе назвал начавшееся противостояние «борьбой мании величия Уотерса против тайного разочарования Гилмора, перешедшего в яростное желание мести».
Когда адвокаты Уотерса обнаружили, что сотрудничество музыкантов никогда не было подтверждено официально, он вновь обратился в суд, намереваясь получить право вето на дальнейшее использование названия коллектива, основываясь на том, что Pink Floyd может «действовать только в соответствии с единодушным желанием» всех её участников. Уотерс считал, что «группа должна уйти красиво» и что дальнейшая деятельность группы без него невозможна, поскольку «последние пятнадцать лет он тащил её на себе». Гилмор ответил пресс-релизом, в котором объявил, что Pink Floyd продолжит своё существование: «Роджер — собака на сене, и я собираюсь побороть его. Пока никто, кроме него, ещё не утверждал, что „Pink Floyd — это я“. Тот, кто утверждает подобное, в высшей степени самонадеян».

### 1985—1994: эра Гилмора

#### A Momentary Lapse of Reason (1987) и визит в СССР
«В жизни Роджера было несколько моментов, когда он здорово «наезжал» на остальных, отстаивая свою точку зрения и заставляя делать то, что хочет он. Думаю, он был изумлён тем, что произошло. Он действительно верил, что мы без него ничего не сможем сделать. Роджер уверен, что это он всё сделал».
В 1986 году Гилмор начал набор музыкантов для записи нового материала, получившего название A Momentary Lapse of Reason, который в итоге стал первым альбомом Pink Floyd без Уотерса. Несмотря на существование юридических препон для возвращения Райта в группу, после встречи с Гилмором и Мейсоном в Хампстеде его пригласили принять участие в предстоящих студийных сессиях. По словам гитариста, он полагал, что присутствие Райта «придаст нам силы и с юридической, и с музыкальной точек зрения». В итоге клавишник был нанят в качестве сессионного музыканта с еженедельным доходом в размере 11 000 долларов. Запись альбома стартовала на плавучей студии Гилмора Astoria, пришвартованной на берегу Темзы. Для помощи в сочинении текстов Гилмор пригласил Энтони Мура, выбрав его из нескольких поэтов-песенников, включая Эрика Стюарта и Роджера Макгофа. Также помощь потребовалась в записи инструментов. В частности, Мейсон, обеспокоенный тем, что давно не практиковался и потерял былую форму, возложил ответственность за запись части барабанных партий на сессионных музыкантов, а сам сосредоточился на работе со звуковыми эффектами. Впоследствии Гилмор отмечал, что новый проект получился сложным без творческого руководства Уотерса.
A Momentary Lapse of Reason был выпущен в сентябре 1987 года. Сторм Торгерсон, не участвовавший в создании двух предыдущих обложек, был вновь приглашён группой к сотрудничеству. Чтобы ещё сильнее подчеркнуть, что Уотерс перестал быть частью Pink Floyd, на развороте обложки впервые со времён Meddle была помещена фотография музыкантов группы. Альбом добрался до 3-го места в чартах Великобритании и США. Уотерс, наблюдавший за продолжением творческой деятельности Pink Floyd, так комментировал ситуацию: «Я думаю, что это поверхностная, но довольно умелая подделка… В целом песни плохие… [а] тексты Гилмора — третьесортные». Хотя Гилмор первоначально рассматривал альбом как возвращение к лучшим временам группы, Райт не до конца разделял мнение своего коллеги, заявив: «Критика Роджера справедлива. Это вовсе не альбом Pink Floyd [в привычном его понимании]». В свою очередь, редакция журнала Q назвала A Momentary Lapse of Reason, по сути, сольным альбомом Гилмора. Тем не менее по своему звучанию лонгплей больше других предыдущих записей был похож на классический репертуар Pink Floyd времён Wish You Were Here. Так, Хью Филдер из еженедельника Sounds назвал его возвращением «назад, через стену, туда, где бриллианты безумны, у луны есть тёмные стороны, а у матерей — атомные сердца».
После выпуска альбома A Momentary Lapse of Reason группа решила организовать турне в его поддержку. Для этого Гилмору и Мейсону пришлось самим оплатить стартовые расходы — барабанщик даже использовал свой Ferrari 250 GTO в качестве залога. Первые репетиции предстоящих гастролей проходили хаотично из-за того, что Мейсон и Райт долго не практиковались. Тур по городам Северной Америки начался в сентябре 1987 года и продлился три месяца. Благодаря успеху, который сопутствовал прошедшим концертам, турне было решено продолжить. В итоге гастрольный тур растянулся на два с лишним года. С самого начала этих концертов Уотерс пытался им помешать, для чего параллельно со своими бывшими коллегами начал гастрольный тур по Северной Америке в поддержку своего второго сольного альбома Radio K.A.O.S. (также выпущенного в 1987 году), рассчитывая переманить зрителей у конкурентов. Однако в итоге Уотерсу пришлось выступать на небольших концертных площадках или вовсе отменять выступления, в то время как группа Pink Floyd и без его участия собирала аншлаги на стадионах. Помимо этого, Уотерс стал угрожать американским промоутерам судебными разбирательствами, если они будут использовать название «Pink Floyd» на афишах, из-за чего бывшие коллеги Уотерса нанимали адвокатов в каждом городе, в котором выступали. В этот же период шли судебные процессы, в которых рассматривались вопросы о правах на название группы и об авторских правах Уотерса на его творческие находки, в том числе на надувную «летающую свинью». 23 декабря стороны достигли юридического соглашения: Мейсон и Гилмор сохранили за собой привилегии бессрочно использовать название «Pink Floyd», а Уотерс получил эксклюзивные права на концепцию шоу The Wall и на спецэффекты своего авторства.
В 1989 году Pink Floyd стала четвёртой западной рок-группой, после Uriah Heep, Scorpions и Status Quo, приехавшей выступить со своим шоу в Советский Союз. Отношение властей СССР к творчеству группы было противоречивым и менялось от альбома к альбому. К примеру, The Wall был удостоен положительных оценок от отдела пропаганды ЦК КПСС «за свою антиимпериалистическую направленность». О Pink Floyd даже вышло несколько статей в советской молодёжной прессе. Так, журнал «Ровесник» посвятил британским музыкантам материал в одном из номеров 1981 года под названием «Разрушители Стены». В свою очередь, в приложении к журналу «Кругозор» была выпущена композиция «Shine On You Crazy Diamond» (хотя и в сильно урезанном виде). Тем не менее после выхода альбома The Final Cut усилиями советских идеологов группа была запрещена в СССР; причиной стал текст песни «Get Your Filthy Hands Off My Desert», критикующий ввод советских войск в Афганистан: «Брежнев взял Афганистан, Бегин взял Бейрут, Галтьери взял Юнион Джек». Квартет попал в «чёрный список» артистов, в творчестве которых «содержатся идейно вредные произведения», с формулировкой «за извращение внешней политики СССР». С началом перестройки запрет был снят, а после пяти аншлаговых концертов во время турне A Momentary Lapse of The Reason популярность группы среди широких масс возросла с новой силой. По словам очевидцев, концерты в Москве стали «самыми значительными сольными выступлениями какой-либо рок-группы в СССР»: «Это как если бы инопланетяне высадились на Красной площади», — вспоминал позднее один из зрителей.

#### The Division Bell (1994)
В течение нескольких лет участники Pink Floyd не занимались активным творчеством. Единственным исключением стал саундтрек к документальному фильму La Carrera Panamericana, записанный в 1992 году. В фильме показана автогонка по дорогам Мексики, в которой среди прочих участвовали Гилмор, Мейсон и О’Рурк. Они же были спонсорами соревнования и инициаторами съёмки фильма. В январе 1993 года музыканты наконец приступили к работе над новым студийным альбомом, отправившись на студию Britannia Row. Примерно через две недели у группы накопилось достаточно материала, чтобы начать запись песен. После этого работа продолжилась на студии Astoria, в которой с февраля по май 1993 года группа доводила до ума примерно 25 различных музыкальных идей. В записи вновь принял участие Эзрин, ставший сопродюсером Гилмора.
Согласно контракту, Райт не являлся членом группы; впоследствии он вспоминал: «Из-за этого я был близок к решению не участвовать в записи альбома». Тем не менее впервые со времён создания Wish You Were Here он был указан в списке авторов, приняв участие в сочинении пяти композиций. Ещё одним автором, отмеченным на пластинке, стала будущая жена Гилмора — поэтесса Полли Сэмсон. Она помогла гитаристу написать тексты для нескольких песен, включая «High Hopes», и хотя её участие поначалу вызывало вопросы, в итоге, по словам Эзрина, она стала источником вдохновения для Гилмора и «объединила всех в работе над альбомом». Группа вновь наняла Майкла Кеймена для аранжировки оркестровых партий; помимо этого, к своим ролям вернулись саксофонист Дик Пэрри и звукорежиссёр Крис Томас. Стремясь избежать конкуренции с другими альбомными релизами, как это произошло с A Momentary Lapse of Reason, Pink Floyd установили для себя крайний срок выпуска диска, совпавший с датой начала гастролей — концом марта — началом апреля 1994 года. Альбом, название которому придумал писатель Дуглас Адамс, занял первое место как в США, так и на родине музыкантов, в общей сложности продержавшись 51 неделю в британском хит-параде.
Перед гастрольным туром группа более двух недель репетировала в ангаре на авиабазе Нортон в Сан-Бернардино. Тур стартовал 29 марта 1994 года в Майами с почти той же дорожной командой, что была задействована во время предыдущего турне. Сначала на концертах группа исполняла сет из своих самых популярных песен, но затем изменила сет, включив во вторую половину альбом The Dark Side of the Moon целиком. Гастрольный тур закончился 29 октября 1994 года и стал последним в карьере Pink Floyd.

### 2005—2016: воссоединение, смерть участников и The Endless River

#### Воссоединение на Live 8
2 июля 2005 года Уотерс, Гилмор, Мейсон и Райт впервые более чем за 24 года выступили как единая группа в рамках мероприятия Live 8 в лондонском Гайд-парке. Воссоединение было организовано учредителем этого концерта — Бобом Гелдофом. После того как Гилмор отклонил предложение выступить вместе с Уотерсом, Гелдоф попросил поговорить с ним Мейсона, который, в свою очередь, связался с Уотерсом и рассказал ему о грядущем событии. После разговора с Гелдофом, состоявшегося две недели спустя, Уотерс решил сам позвонить Гилмору — и на следующий день гитарист согласился. Главной целью музыкантов было привлечение дополнительного внимания к полезному мероприятию за счёт своего воссоединения. В заявлении для прессы Гилмор подчеркнул: «Любые ссоры, которые в прошлом могли возникать между Роджером и группой, в данном контексте кажутся совершенно пустяковыми». В свою очередь, Уотерс ответил на обвинения злопыхателей в «попытке пожилых рокеров продвинуть свои дискографии»: «Циники станут насмехаться. И накласть на них!».
Музыканты обсудили список концертных композиций в лондонском отеле The Connaught (порядок их исполнения был определён лишь накануне выступления), затем выделили три дня на репетиции в студии Black Island Studios. Сессии проходили непросто — бывшие коллеги периодически спорили по поводу стиля и темпа песен, выбранных для сета. В начале шоу, во время первых аккордов «Wish You Were Here», Уотерс обратился к зрителям со словами: «Очень волнующе стоять на сцене с этими тремя парнями после стольких лет разлуки… и играть для вас. Мы посвящаем наше выступление всем… кого здесь нет, и в первую очередь тебе, Сид». В конце выступления Гилмор поблагодарил публику и начал уходить со сцены, но Уотерс позвал его обратно, и музыканты обнялись все вместе. Изображения объятий группы попали на первые полосы многих воскресных газет, выпущенных на следующее утро. Сам Уотерс так высказался об их почти 20-летней вражде: «Я не считаю, что кто-то из нас вышел победителем из тех событий 1985 года… Это было плохое, негативное время, и я сожалею о своём участии в этом противостоянии».
Хотя музыканты отклонили контракт на сумму 136 миллионов фунтов стерлингов, предложенный им за совместное турне, Уотерс не исключил новых выступлений, но только в рамках благотворительных мероприятий. Однако Гилмор категорично заявил Associated Press, что новых воссоединений не будет: «Репетиции [Live 8] убедили меня — это не то, чем бы я хотел заниматься постоянно… В жизни и карьере людей бывают самые разные прощальные моменты, которые они потом отменяют, но я думаю, что могу совершенно категорично заявить — больше не будет ни одного турне или альбома, в которых я буду принимать участие. Это не имеет никакого отношения к вражде или чему-то в этом роде. Просто… Я был там, я сделал это». В феврале 2006 года Гилмор дал интервью газете La Repubblica, в котором ещё раз затронул тему реюниона: «Терпению фанатов пора объявлять траур. Это официальная новость. Pink Floyd — бренд распущенный, законченный, определённо умерший». На вопрос о будущем Pink Floyd Гилмор ответил: «Всё кончено… С меня довольно. Мне уже 60 лет. У меня больше нет желания много работать. Группа стала важной частью моей жизни, это было замечательное время, но всё закончилось. Для меня гораздо удобнее работать в одиночку». Впоследствии Гилмор и Уотерс неоднократно говорили, что у них нет планов на воссоединение.

#### Смерть Барретта и Райта
«Испытывая огромную грусть, мы вынуждены объявить, что Роджер Кит Барретт – Сид – скончался. Найдите время, чтобы сыграть несколько его песен, и запомните Сида как сумасбродного гения, который дарил нам всем улыбки со своими замечательными произведениями о велосипедах, гномах и чучелах. Его карьера была ужасно коротка, но он достучался до сердец огромного количества людей, большего, чем он мог себе представить».
Барретт умер 7 июля 2006 года в своём доме в Кембридже в возрасте 60 лет от рака поджелудочной железы. Его похороны состоялись в местном крематории 18 июля 2006 года; никто из членов Pink Floyd на них не присутствовал. Комментируя смерть своего товарища, Райт заявил: «Естественно, группа очень расстроена и опечалена известием о смерти Сида Барретта. Сид был путеводной звездой раннего состава группы и оставил после себя наследие, которое продолжает вдохновлять». Несмотря на то, что Барретт на протяжении более чем трёх десятилетий оставался в тени, национальная пресса восхваляла музыканта за его выдающийся вклад в развитие современной музыки. 10 мая 2007 года Уотерс, Гилмор, Райт и Мейсон выступили на трибьют-концерте Барретта, названном «Madcap’s Last Laugh», в лондонском Barbican Centre. Гилмор, Райт и Мейсон исполнили две песни бывшего коллеги — «Bike» и «Arnold Layne», после чего Уотерс выступил сольно со своей песней «Flickering Flame».
Райт умер от рака 15 сентября 2008 года в возрасте 65 лет. Его бывшие коллеги по группе отдали дань уважения памяти музыканта; Гилмор сказал: «В суматохе споров о том, кто или что такое Pink Floyd, часто забывался огромный вклад Рика. Он был добрым, скромным и непубличным, но его проникновенный голос и манера исполнения были жизненно важными, волшебными компонентами столь узнаваемого звучания Pink Floyd». Через неделю после смерти Райта Гилмор исполнил в память о коллеге его песню «Remember a Day» из альбома A Saucerful of Secrets. В свою очередь, британский композитор и клавишник Кит Эмерсон опубликовал заявление, в котором отметил заслуги Райта, назвав его неотъемлемой частью Pink Floyd.

#### Дальнейшие выступления и переиздания
10 июля 2010 года Уотерс и Гилмор выступили на благотворительном мероприятии, организованном фондом Hoping Foundation. Концерт, целью которого был сбор средств для палестинских детей, проходил в особняке Kiddington Hall с аудиторией около 200 человек. В благодарность за участие Уотерса в этом мероприятии Гилмор исполнил «Comfortably Numb» на одном из его сольных шоу в рамках турне The Wall Live, проходившем 12 мая 2011 года на стадионе O2 Arena. Мейсон тоже поучаствовал в концерте, сыграв на тамбурине в композиции «Outside The Wall», аккомпанируя Уотерсу вместе с Гилмором, который сыграл на мандолине.
26 сентября 2011 года Pink Floyd и EMI запустили кампанию по переизданию дискографии группы под общим названием Why Pink Floyd…?. В рамках проекта был перевыпущен весь бэк-каталог коллектива в новых ремастированных версиях, включая многодисковые мультиформатные издания альбомов, названные Experience и Immersion. Ремастеринг материала проходил под руководством Джеймса Гатри, сопродюсера The Wall. В ноябре 2015 года увидело свет ограниченное издание мини-альбома 1965: Their First Recordings, включающего в себя шесть песен, записанных до The Piper at the Gates Of Dawn.

#### The Endless River (2014) и Nick Mason’s Saucerful of Secrets
В 2012 году Гилмор и Мейсон решили провести ревизию записей, сделанных во время сессий The Division Bell вместе с Райтом, с целью создать новый альбом Pink Floyd. Они наняли сессионных музыкантов, чтобы записать с их помощью новые партии, и «в целом использовали [передовые] студийные технологии для создания альбома Pink Floyd XXI века». Уотерс в этом проекте не участвовал. Мейсон описал эту пластинку как дань уважения Райту: «Я думаю, что эта запись — хороший способ узнать многое из того, чем он занимался, и почему его игра лежит в сердце звучания Pink Floyd. Слушая эти сессии, я действительно понял, каким необыкновенным музыкантом он был».
The Endless River был издан 7 ноября 2014 года компанией Parlophone, став вторым альбомом Pink Floyd, выпущенным на этом лейбле, после переизданного ранее The Division Bell. Несмотря на то, что диск получил смешанные отзывы музыкальной прессы, он установил рекорд британского сайта Amazon по предварительным заказам и дебютировал на 1-м месте чартов в нескольких странах. Виниловое издание альбома стало самым быстро раскупаемым британским релизом 2014 года (на виниле), а тираж стал самым большим в Британии с 1997 года. Во время многочисленных интервью Гилмор подчёркивал, что The Endless River — последний альбом Pink Floyd, заявив: «Я думаю, что мы успешно подчистили [запасы] лучшего из того, что было… Очень жаль, но это конец». Группа не стала проводить турне в поддержку альбома, поскольку Гилмор считал, что это невозможно без Райта. В августе 2015 года Гилмор повторил, что с Pink Floyd покончено, подчеркнув: «Те годы, которые принято считать нашим расцветом, были на 95 процентов наполнены музыкой и радостью, весельем и смехом. И я, конечно, не хочу, чтобы остальные пять процентов наложили отпечаток на фантастическое время, которое мы провели вместе. Но оно прошло, мы закончили с этим: было бы лицемерием пытаться вернуться назад»; также он заявил, что воссоединяться без Райта «было бы просто неправильным».
В ноябре 2016 года увидел свет бокс-сет The Early Years 1965–1972, состоящий из неизданного материала, концертных записей, ремиксов и фильмов ранней карьеры коллектива. В декабре 2019 года последовало издание его продолжения — The Later Years, состоящего из записей группы, появившихся после ухода Уотерса: бокс-сет включал в себя ремикшированную версию лонгплея A Momentary Lapse of Reason с большим акцентом на инструменты Райта и Мейсона, а также расширенное переиздание концертного альбома Delicate Sound of Thunder.
В 2018 году Мейсон сформировал сольную группу Nick Mason’s Saucerful of Secrets для исполнения раннего репертуара Pink Floyd, в состав которой среди прочих вошли гитарист Гэри Кемп из Spandau Ballet и басист Гай Пратт, долгое время сотрудничавший с Pink Floyd и Дэвидом Гилмором. В сентябре 2018 года музыканты провели серию гастролей по Европе, а годом позже — по Северной Америке. Во время концерта в нью-йоркском «Beacon Theatre» к группе присоединился Уотерс, исполнив ведущий вокал в песне «Set the Controls for the Heart of the Sun».

#### «Hey, Hey, Rise Up!» (2022)
В марте 2022 года Гилмор опубликовал сообщение, что его сольные записи, а также музыка Pink Floyd после 1987 года, будут удалены с потоковых сервисов в России и Белоруcсии. Ранее музыкант выступил против военных действий России на Украине. Тем не менее, материал группы периода с Уотерсом остался, что привело к предположениям о возможных препятствиях с его стороны. Гилмор выразил разочарование по поводу позиции бывшего коллеги.
В апреле 2022 года Гилмор воссоединился с Мейсоном для записи сингла «Hey, Hey, Rise Up!». Песня, созданная при содействии басиста Гая Пратта и клавишника Нитина Соуни, содержит вокальный фрагмент солиста группы «Бумбокс» Андрея Хлывнюка, взятый из видеозаписи, где он поёт украинскую народную песню «Червона калина». Мощное исполнение певца подтолкнуло Гилмора наложить на слова музыку. Также гитарист подчёркивал, что поводом для воссоединения стали текущие военные события на Украине и он считает «жизненно важным» повысить осведомленность общественности о происходящем. Сингл был выпущен под вывеской Pink Floyd, сборы от его продаж будут направлены на оказание гуманитарной помощи Украине. Гилмор рассказал в интервью журналу Rolling Stone, что «использовать группу как трибуну» было его инициативой. Он попросил Ника Мейсона о поддержке, так как выпустить запись в качестве песни Pink Floyd «казалось само собой разумеющимся» вариантом — для создания большего общественного резонанса. Музыкант также подчеркнул, что этот релиз был «единичным случаем» и больше новых записей Pink Floyd выпускать не планируется. 
В 2022 году группа собиралась продать права на свою музыку за 500 млн долларов, однако из-за высокой цены, политических высказываний Роджера Уотерса и разногласий между участниками группы им не удалось прийти к соглашению. В октябре 2024 года Pink Floyd продала Sony Music за 400 млн долларов права на каталог своих записей и использование имён и внешности участников группы, что позволит выпускать фильмы и сериалы про них и сувениры с символикой группы.

## Музыка

### Жанры
В начале своей творческой карьеры музыканты Pink Floyd примкнули к контркультурному движению лондонского андеграунда, в котором их коллектив приобрёл известность как одна из первых и самых заметных британских рок-групп психоделического направления. Холли Джордж-Уоррен, один из обозревателей журнала Rolling Stone, отмечал, что «в 1967 году их [Pink Floyd] музыка приобрела безупречное психоделическое звучание в форме продолжительных, ярко и громко звучащих, структурированных композиций, в которых отразилось влияние хард-рока, блюза, кантри, фолка и электроники». В свою очередь, записанная в 1968 году инструментальная композиция «Careful with That Axe, Eugene» создала Pink Floyd репутацию арт-рок-коллектива. Кроме этого, музыку группы на ранних этапах их творчества определяли в таких жанрах и стилях, как спейс-рок, экспериментальный рок, эйсид-рок, прото-прог, экспериментальный поп (в период лидерства Сида Барретта), психоделический поп и психоделический рок. Один из авторов издания «Pink Floyd and Philosophy: Careful With that Axiom, Eugene!» Джере О’Нил Сербер охарактеризовал музыку Pink Floyd следующим образом:

Редко можно встретить у Floyd яркие «цепляющие» мелодии, короткие хиты для радио- или телеэфира или же классические трёхаккордные блюзовые прогрессии; и совсем нельзя представить себе, чтобы они тратили своё время на записи попсовых альбомов с романтическими песенками, на танцевальные вечеринки или на создание ажиотажа вокруг своего творчества. Их музыкальный мир безгранично объёмный, полный энергии и вызывающе необычный… В то время как большинство других групп аккуратно подстраивает свои песни к музыке, формируя из них нечто самостоятельное, цельное и полностью завершённое во власти прилипчивых мелодий, музыканты Pink Floyd, как правило, вводят лирику в более обширный звуковой ландшафт таким образом, что зачастую кажется, что она начинает жить своей собственной жизнью… Pink Floyd часто играет продолжительные, отвлечённые инструментальные импровизации, которые никоим образом не являются простой демонстрацией их виртуозного мастерства, а представляют собой запланированную неотъемлемую часть исполнения.

В конце 1960-х годов музыкальные критики стали определять стиль коллектива в основном как психоделический поп, прогрессивный поп и прогрессивный рок. Комментируя в 1968 году устоявшийся в прессе штамп о Pink Floyd как о «психоделической группе», Райт заметил: «Трудно понять, почему нас все воспринимают как первую британскую психоделическую группу. Мы никогда не считали, что играем что-то подобное… мы просто всегда знали, что играем в конечном счёте только для собственного удовольствия… и не привязаны к какой-то определённой музыкальной форме, мы могли делать всё, что нам захочется… с особым упором… на спонтанность и импровизацию». Уотерс критически оценил ранний период творчества группы: «В этом не было вообще ничего грандиозного. Мы были просто смехотворны. Мы ничего толком не умели. Мы совсем не могли играть и потому были вынуждены заниматься каким-то сумасбродством и „экспериментами“… Сид, конечно, был гением, но я не хотел бы возвращаться в те времена, когда мы всё играли и играли без конца эту „Interstellar Overdrive“».
Почти в каждом альбоме музыканты Pink Floyd пытались расширить границы жанра, в котором музицировали, экспериментируя с новыми стилями и направлениями. Так, в композиции «Atom Heart Mother» музыканты экспериментировали с симфороком, в «Absolutely Curtains» обратились к этнической, или мировой, музыке, в песне «The Gold It’s in the…» играли хард-рок, а в «The Nile Song» — хеви-метал, в песне «Free Four» исполнили нетипичный для группы пауэр-поп, в композициях «More Blues» и «Seamus» играли блюз-рок, а в «San Tropez» — джаз.
Никогда не ограничиваясь форматом традиционной поп-музыки, участники Pink Floyd стали новаторами рок-прогрессива в 1970-х годах и эмбиента в 1980-х.

### Гитарный стиль Гилмора
«В то время как Уотерс был главным флойдовским создателем концепций и поэтических образов, Гилмор был голосом группы и её важнейшей музыкальной частью».
Если музыка и поэзия группы в целом получили мировое признание, то индивидуальное исполнительское мастерство участников Pink Floyd редко выделялось музыкальными обозревателями. Более того, игра музыкантов часто оценивалась достаточно критически, в частности, пара Мейсон и Уотерс была названа изданием NME в 1974 году «самой невыразительной» ритм-секцией. По словам английского поэта и певца Пита Брауна, музыканты Pink Floyd на самом деле «не были исполнителями в обычном смысле слова, скорее, они являлись концептуальными артистами». В меньшей степени это утверждение относилось к Райту, единственному в группе получившему музыкальное образование, а также к Гилмору, которого благодаря его музыкальному таланту, по словам ряда критиков, можно назвать исключением в составе Pink Floyd. Именно его вклад как лучшего в группе вокалиста, исполнителя-гитариста и мелодиста, по утверждению звукоинженера Ника Гриффитса, «заставил людей наслаждаться пластинкой [The Dark Side of the Moon]», одной из самых продаваемых в истории звукозаписи.
Обозреватель журнала Rolling Stone Алан ди Перна считал музыкальный вклад Дэвида Гилмора неотъемлемой и узнаваемой частью саунда Pink Floyd, а самого музыканта — выдающимся гитаристом 1970-х, «недостающим звеном между Хендриксом и Ван Халеном». В 2011 году редакция Rolling Stone поставила Гилмора на 14-е место в списке «100 величайших гитаристов всех времён». В одном из интервью 2006 года Гилмор прокомментировал свою технику игры: «[Мои] пальцы создают звучание, отличающееся от всех прочих гитаристов…[они] не очень быстры, но я думаю, что я мгновенно узнаваем…Та манера, в которой я играю мелодии, сравнима с игрой Хэнка Марвина из The Shadows». Способность Гилмора реже использовать ноты для самовыражения без ущерба для мощи и красоты, по мнению музыкального критика Джимми Брауна, отличает его от других гитаристов и сближает с великим джазовым трубачом Майлзом Дэвисом.
В журнале Guitar World за 2006 год критик Браун описал гитарный стиль Гилмора как «характеризующийся простыми, массивно звучащими риффами; безупречными, тщательно выверенными соло; и богатыми, обтекающими структурами аккордов». По мнению критика, сольные партии Гилмора в композициях «Money», «Time» и «Comfortably Numb» «врезаются в пространство песни так же, как лазерный луч проходит сквозь туман». Он же называет соло в «Time» «шедевром с чёткой отточенностью и последовательно развивающимся мотивом… Гилмор не торопится, развивая свою первоначальную музыкальную идею, прыгая в верхний регистр с головокружительным вибрато в полтона, душераздирающим триольным арпеджио и традиционно безупречным тремоло». Браун характеризует стиль Гилмора как интуитивный и считает его, возможно, важнейшим достижением для соло-гитариста. Объясняя то, как он пришёл к своему фирменному звуку, Гилмор заметил, что обычно использует «дисторшн, дилэй и яркие настройки эквалайзера…[чтобы получить] поддержку во время пения… вы должны играть громко, на грани или почти на грани фидбэка. Так просто намного увлекательнее играть… когда напряжённо звучащие ноты прорезают вас насквозь, как бритвенные лезвия».

### Звуковые эксперименты
На протяжении всей своей творческой карьеры участники Pink Floyd занимались экспериментами со звуком и использовали во время записи и исполнения своих композиций самые современные музыкальные технологии. Так, уже в мае 1967 года на концерте в лондонском Куин-Элизабет-Холле под названием Games for May, приуроченном к выпуску второго сингла группы «See Emily Play», музыканты Pink Floyd впервые использовали раннюю версию квадрофонической звуковой системы. Это устройство, которым обычно управлял Райт при помощи «азимут-координатора», позволяло изменять направление поступающего из усилителей звучания инструментов, а также различных звуковых эффектов и записей природных шумов на 270 градусов, достигая в числе прочего эффекта циркуляции звука по кругу. По словам Уотерса, благодаря квадрофоническому эффекту «звуки кругами распространяются по залу, создавая у публики сюрреалистическое ощущение того, что она взята музыкой в кольцо». В 1972 году участники Pink Floyd приобрели изготовленную на заказ акустическую систему, в которой была установлена модернизированная четырёхканальная 360-градусная система.
Записи ранних альбомов группы часто сопровождались экспериментами с нетрадиционными способами извлечения звуков: с помощью тарелок ударной установки, к которым вплотную был придвинут микрофон; с помощью металлической микрофонной стойки, которой водили вверх и вниз по грифу гитары или же с использованием записи магнитофонной плёнки, закольцованной в петлю, как в «A Saucerful of Secrets». Кроме того, в альбоме A Saucerful of Secrets использовались такие необычные для рок-музыки инструменты, как гонг, меллотрон, мирлитон и другие. Апофеозом студийных экспериментов стал альбом Ummagumma, в котором Райт извлекал звуки, ударяя по клавишам рояля ладонями, сочетая классическую фортепианную музыку с электронными звуками синтезатора; Уотерс использовал различные магнитофонные записи, проигрываемые с разной скоростью и в разных направлениях в «Several Species of Small Furry Animals Gathered Together in a Cave and Grooving with a Pict»; Гилмор сыграл на синтезаторе Муга в своей песне «The Narrow Way», а Мейсон превратил «The Grand Vizier’s Garden Party» в набор экспериментально-авангардных фрагментов, сыгранных на ударных инструментах, в том числе и с электронными эффектами.
Начиная с первого альбома, участники Pink Floyd использовали в своих композициях записи природных звуков и шумов, которые сначала брали в звуковой библиотеке EMI, а затем стали записывать сами: например, для песни «Grantchester Meadows» были записаны звуки шагов спускающегося по лестнице и проходящего мимо человека, который затем гонится за жужжащим насекомым и убивает его свёрнутой газетой. Использование таких звуков и шумов, присутствующее в каждом альбоме группы, считается одной из визитных карточек Pink Floyd. В 1973 году группа приступила к созданию пластинки Household Objects, во время записи которой вместо обычных инструментов использовались аэрозольные баллончики, стаканы и чаши с водой, натянутые резиновые ленты, пробки винных бутылок, скотч, лампочки, пилы, молотки, топоры и другие предметы домашнего обихода. После двух месяцев работы проект свернули, но некоторые из идей, в частности звучание рюмок и бокалов с разным уровнем наполнения воды, можно услышать в композиции «Shine On You Crazy Diamond».
В 1970-х годах участники Pink Floyd активно использовали в студийных записях новейшие для того времени синтезаторы. В частности, эксперименты с синтезаторами EMS Synthi AKS и EMS VCS 3 позволили добиться футуристического звучания в композициях «On the Run», «Welcome to the Machine» и «In the Flesh?». При помощи эхо-машины «Binson Echorec 2» был создан эффект задержки в партии бас-гитары Уотерса в композиции «One of These Days» из альбома Meddle. Эксперименты с использованием технического оборудования студии нередко приводили к воспроизведению совершенно новых звуков: например, во время записи «Echoes» из той же пластинки Ричард Райт при подключении фортепиано к динамику Лесли создал аранжировку вступления, звучащую как писк сонара.
Передовые музыкальные технологии также обширно использовались при создании звуковых эффектов для альбома The Final Cut. Музыканты применили новую экспериментальную голофоническую систему. Данная технология позволила записывать звуковые эффекты с имитацией объёмного трёхмерного звука. Записанные на обычную стереокассету эффекты, прослушиваемые в наушниках, создавали впечатление движения звуков вокруг головы слушателя. Например, при прослушивании песни «Get Your Filthy Hands Off My Desert» казалось, что ракета взлетает перед слушателем, пролетает над головой и взрывается где-то позади него.

### Саундтреки к фильмам
На протяжении нескольких лет в конце 1960-х и в начале 1970-х годов Pink Floyd сочиняли музыку для кинофильмов, включая как художественные, так и документальные ленты. В числе кинорежиссёров, с которыми сотрудничала группа, были Барбет Шрёдер и Микеланджело Антониони. По словам Николаса Шэффнера, в первые годы своей творческой карьеры работа с музыкальным оформлением кинолент была для участников Pink Floyd «не только близка …по духу, но и была более прибыльным занятием в отличие от бесконечных гастролей по Великобритании». Первым художественным фильмом, в котором была использована музыка Pink Floyd, стала лента Питера Сайкса «Комитет», снятая в 1968 году, в ней прозвучала ранняя версия композиции «Careful with That Axe, Eugene». В этом же году вышли на экран документальные фильмы Tonite Lets All Make Love in London и San Francisco, в которых использовались треки «Interstellar Overdrive» и «Nick’s Boogie». В 1969 году коллектив Pink Floyd написал музыку к картине Барбета Шрёдера «Ещё». Саундтрек к этому фильму, изданный под названием More, не только принёс прибыль от продажи дисков, но и наряду с альбомом A Saucerful of Secrets обеспечил группу музыкальным материалом, который стал частью концертных выступлений в последующие несколько лет. Кроме этого, относительно успешный прокат фильма во Франции позволил группе выйти за пределы англо-американского рынка и начать гастроли в континентальной Европе. Следующей киноработой группы стал саундтрек к фильму итальянского режиссёра Микеланджело Антониони «Забриски-пойнт» (1970). Во время его создания участники Pink Floyd почти месяц прожили в роскошном отеле в Риме, хотя, по утверждению Уотерса, работа над саундтреком могла бы быть закончена менее чем за неделю, если бы не постоянные требования режиссёра что-то изменить или доработать в предлагаемых ему музыкальных темах. В итоге Антониони включил в свою ленту только три записи Pink Floyd, обратившись к другим рок-группам, музыка которых звучала «более по-американски». Одна из тем авторства Райта под названием «The Violent Sequence», от которой отказался итальянский режиссёр, позже стала основой композиции «Us and Them» для альбома 1973 года The Dark Side of the Moon. В 1971 году группа приступила к записи саундтрека к ещё одному фильму Шрёдера под названием «Долина». Выпущенный годом позже альбом с композициями из этого фильма получил название Obscured by Clouds — по наименованию вступительной композиции. Музыканты сочинили материал к фильму примерно за неделю в студии Château d’Hérouville, расположенной недалеко от Парижа. Благодаря ротации песен из Obscured by Clouds на американских FM-радиостанциях, этот альбом стал первым лонгплеем Pink Floyd, попавшим в топ-50 в чарте Billboard.

### Концертные постановки
Концертные выступления Pink Floyd всегда отличали самые высокие стандарты качества звука. Не менее важной для группы была и визуальная сторона концерта. Музыканты и техники Pink Floyd были в числе первых на рок-сцене, кто применил целый ряд нововведений как в звуковой, так и в визуальной составляющей концертного представления. Группа использовала в своих выступлениях в числе прочего новейшие звуковые эффекты и квадрофонические акустические системы, инновационные технологии в области светового шоу, включая пиротехнику, лазеры и видеоэкраны, а также привносила в концертное выступление элементы театрализованной постановки, задействуя при этом целый арсенал технических средств. Визуальные эффекты стали неотъемлемой частью шоу Pink Floyd практически с самых первых концертов: согласно замыслу музыкантов, эффекты должны были создавать психоделическую атмосферу, которая усиливала бы степень воздействия музыки на зрителей. В частности, на сцене лондонского клуба UFO в конце 1966 — начале 1967 года группа использовала слайд-шоу. Представление, в котором слайды проецировались на сцену и на публику, стало новаторским для британского рока того времени. Во многом благодаря подобным шоу Pink Floyd стали быстро набирать популярность в среде лондонского андеграунда конца 1960-х годов.
«...это был своеобразный религиозный опыт... это было восхитительно. Они исполняли «Saucerful of Secrets» и другие вещи, казалось, они заполнили собой всё небо... и находились в абсолютной гармонии с плеском волн и шумом деревьев и прочее, и прочее. Похоже, это было безукоризненное представление, самый лучший концерт, на котором я когда-либо присутствовал».
На раннем этапе своей карьеры группа участвовала в целом ряде концертов, ставших историческими для мировой рок-музыки. Так, 15 октября 1966 года музыканты играли на знаменитой презентации издания International Times — концерте лондонского андеграунда под названием All Night Rave в клубе The Roundhouse. Это выступление посетили Пол Маккартни, Марианна Фэйтфулл, Микеланджело Антониони, Питер Брук, Моника Витти и другие знаменитости. В статье International Times, описывающей концерт, отмечалось: «Флойд делали диковинные вещи, наполняя аудиторию скрипящими звуками эффекта фидбэк, поражая танцующими на их фигурах проецируемыми слайдами (капельки краски текли по слайдам, чтобы передать ощущение открытого космоса и доисторических миров), а прожектора мигали в такт барабанам». 29 апреля 1967 года группа стала хедлайнером на концерте The 14 Hour Technicolor Dream в Александра-палас, на котором выступило около 40 исполнителей британской музыкальной контркультуры, а одним из гостей был Джон Леннон. 29 июня 1968 года музыканты Pink Floyd приняли участие на первом бесплатном рок-концерте в Гайд-парке. Описывая типичные выступления того времени, как, например, один из концертов цикла The Massed Gadgets of Auximines 1969 года, на котором исполнялись сюиты The Man and The Journey, Николас Шэффнер отмечал, что во время выступления демонстрировались фильмы, стреляли из пушки, взрывались пиротехнические снаряды с розовым дымом; кроме того, на сцене при помощи пилы и молотка сооружали стол, после чего дорожные менеджеры выходили с чайником и включали транзисторный приёмник, подвинув к нему микрофон. По словам Тима Ренвика, каждое выступление Pink Floyd, «даже если оно не становилось нокаутом в музыкальном отношении, все равно выглядело событием, чрезвычайно специфическим, особенным…».
После коммерческого успеха The Dark Side of the Moon выступления Pink Floyd в концертных залах сменились шоу на крупных аренах и стадионах. Во время гастролей по Северной Америке в рамках одноимённого концертного тура, в марте 1973 года, группа использовала для трансляции видеоизображения круглый экран. Это сценическое новшество стало впоследствии одним из главных элементов всех последующих выступлений коллектива. Кроме того, к числу привычных для Pink Floyd спецэффектов, таких как сигнальные ракеты, горящий гонг, облака дыма от сухого льда, дымовые шашки и многих других, прибавились поднимавшиеся на гидравлике вышки с установленными на них прожекторами, а также пролетающий над зрителями и взрывающийся пятнадцатифутовый самолёт.
Во время тура 1977 года In the Flesh группа использовала летающие над сценой надувные куклы, одна из которых — свинья — стала фирменным знаком Pink Floyd. Поведение фанатов, которые свистели, кричали, толкались и дрались во время этого тура, а также нервное напряжение из-за необходимости постоянно контролировать процесс выступления и срывы из-за часто возникающих проблем в технически сложной постановке шоу, оказали решающее влияние на созданную Роджером Уотерсом концепцию нового альбома The Wall. Основной частью представления во время гастрольного турне Pink Floyd в поддержку этого альбома стала стена высотой 40 футов (12 м) между зрителями и музыкантами, которую строили из картонных кирпичей прямо во время концерта. На стену проецировалась анимация Джеральда Скарфа; в промежутках между кирпичами в недостроенной стене разыгрывались сцены, отражающие историю главного героя постановки; над сценой и зрителями летали гигантские надувные куклы, изображавшие «Учителя», «Мать» и «Миссис Пинк». Кульминацией постановки многие считают исполнение песни «Comfortably Numb», в особенности тот момент, когда Роджер Уотерс, находящийся в темноте, заканчивал петь припев, а Дэвид Гилмор, поднявшийся на вершину стены на специальной платформе, начинал играть гитарное соло под яркими лучами белых и синих огней прожекторов. В конце выступления стена с большим эффектом рушилась. По мнению Энди Маббетта, эти концерты «остаются самыми зрелищными в истории рок-музыки». Шоу The Wall позже было воссоздано Роджером Уотерсом в 1990 году рядом с руинами Берлинской стены с помощью большого числа приглашённых музыкантов, включая Брайана Адамса, Шинейд О’Коннор, Синди Лаупер, Вана Моррисона, групп Scorpions и The Band. Также одним из участников концерта был духовой оркестр Западной группы войск. Ещё раз «одно из самых амбициозных, дорогостоящих и сложных рок-представлений» Уотерс поставил во время своего сольного турне The Wall Live в 2010—2013 годах.
В 1987—1990 и 1994 годах музыканты Pink Floyd провели два мировых турне: первое из них — A Momentary Lapse of Reason, второе — The Division Bell (на нём полностью исполнялся альбом The Dark Side of the Moon). Оба концертных тура были масштабными по времени и размаху подготовки и репетиций, по количеству обслуживающего персонала и используемой грузовой техники, а также по размеру полученной прибыли. Так, например, только разработка сценического представления для тура A Momentary Lapse of Reason заняла пять месяцев, в организации и проведении гастролей приняли участие почти двести человек техников, водителей, охранников и других обслуживающих лиц, репетиции к туру заняли четыре недели, а само турне включило 200 концертов. Тур The Division Bell был менее продолжительным и включил чуть более сотни концертов, его сборы составили порядка 250 миллионов долларов. Во время обоих гастрольных туров, помимо традиционных для концертов Pink Floyd сценических элементов, использовались новые технические разработки. К уже известным круглому экрану, на котором демонстрировались специально подготовленные анимация и видеоклипы, летающей свинье и взрывающейся кровати (или самолёту) добавились последние на тот момент технологии светового шоу, включающие применение лазеров и пиротехники, а также гигантский зеркальный шар, раскрывающийся над публикой как цветок.
- Концерт в зале London Arena[англ.] во время турне A Momentary Lapse of Reason (1989)
- Анимация Яна Эймса[англ.] на круглом экране на концерте Роджера Уотерса в Ставангере (26 июня 2006)
- Свинья на концерте Роджера Уотерса в Голливуд-боул (5 октября 2006)
- Строительство стены на концерте Роджера Уотерса в Майами (15 июня 2012)

## Иллюстрации альбомов
Неотъемлемой частью творчества Pink Floyd являются иллюстрации обложек альбомов. Автором дизайна большинства из них стал Сторм Торгерсон, основатель студии Hipgnosis, куда также входил дизайнер Обри Пауэлл. Hipgnosis не участвовала в оформлении только четырёх студийных пластинок группы:
The Piper at the Gates of Dawn, фото для которой сделал фотограф Вик Сайн, а обратная сторона была оформлена рисунком Сида Барретта;
The Wall, для дизайна которой группа наняла Джеральда Скарфа;
The Final Cut, дизайн которой создал Уотерс, и
The Endless River.
Первой из серии обложек, оформленных дизайнерами Hipgnosis для Pink Floyd, стало изображение для альбома A Saucerful of Secrets (1968), созданное в «психоделической» стилистике; на ней были совмещены тринадцать образов, начиная от планет Солнечной системы и заканчивая знаками зодиака, которые, по задумке авторов, должны были отразить нечто «пространственное и психоделическое». Следующая обложка для альбома 1969 года Ummagumma была выполнена Hipgnosis в виде рекурсивной картины: музыканты Pink Floyd позируют на фоне картины с музыкантами Pink Floyd, позирующими на фоне картины с музыкантами Pink Floyd и так далее. Для обложки альбома 1970 года Atom Heart Mother предполагалось выбрать «как можно менее психоделичное» изображение, не имеющее смысла, и как можно меньше связанное с музыкой: итогом поисков стало изображение коровы, пасущейся на зелёном лугу. Начиная с оформления этой пластинки и на всех последующих обложках Pink Floyd — названия группы и альбома больше не упоминались. Идея сфотографировать для обложки Meddle ухо под водой с концентрическими кругами от падающих капель на воде, воплощающими «эхо» основной композиции, исходила от самих участников коллектива. Сделанная «небрежно и без фантазии», в художественном решении она уступает всем остальным обложкам квартета; её назвали «худшей» как музыканты группы, так и сам Торгерсон.
Для оформления альбома The Dark Side of the Moon студия Hipgnosis использовала нарисованное Джорджем Харди изображение преломляющей свет призмы, которое впоследствии стало наиболее узнаваемой символикой Pink Floyd. Согласно концепции Торгерсона, луч белого света, символизирующий единство, проходит через призму, которая представляет собой человеческое общество. Преломлённый луч радужного света, выходящий из призмы, символизирует разобщение единства, воплощая идею его отсутствия в обществе. По предложению Уотерса преломлённый луч был перенесён на обратную часть конверта, где он через опрокинутую призму вновь превращается в луч белого цвета, создавая тем самым изображение, которое повторяется до бесконечности. Энди Маббетт назвал обложку альбома одной из лучших и самых известных в истории рока — триумфом простоты дизайна; она часто включается в списки лучших обложек, составляемых теми или иными музыкальными изданиями. Так, например, ей отдано 1-е место в списке «50 лучших обложек всех времён», опубликованном веб-сайтом MusicRadar (2011), и 6-е в списке «50 лучших обложек всех времён» по версии журнала Billboard (2020).
Вдохновением для обложки Wish You Were Here послужила мысль о том, что из-за боязни «сгореть» люди часто стараются скрыть свои истинные чувства. Эта идея была проиллюстрирована при помощи изображения двух бизнесменов, которые пожимают друг другу руки, симулируя мнимый дружеский жест; один из них при этом горит. Концепция «отсутствия» была воплощена на обратной стороне обложки в виде изображения костюма без человека в пустыне, на развороте — в виде красной вуали на ветру, скрывающей очертания женской фигуры, и ныряльщика, от которого не расходятся круги по воде. В довершении всего обложка была спрятана в тёмный целлофан, украшенный логотипом диска с изображением рукопожатия двух механических рук. По словам Николаса Шэффнера, «ни одно изображение [Pink Floyd] так детально не совпадало с музыкальным и текстовым содержанием пластинки». Энди Маббетт оценил обложку Wish You Were Here как ещё один триумф Hipgnosis.
Наиболее известной среди всех пластинок Pink Floyd является история обложки Animals. Её созданием также занималась студия Hipgnosis, однако окончательное решение по разработке дизайна осталось за Уотерсом, который предложил поместить на конверте пластинки изображение ветхой электростанции Баттерси с фигурой огромной надувной свиньи между труб. Басист назвал её «символом надежды». Группа заказала 30-футовый (9,1 м) воздушный шар в форме свиньи, запланировав фотосъёмку на 2 декабря 1976 года. Работа то и дело прерывалась из-за ненастной погоды; в какой-то момент сильный порыв ветра оборвал трос, на котором крепился воздушный шар, и потоки воздуха погнали свинью в сторону аэропорта Хитроу. В итоге свинья долетела до Кента, где её подобрал местный фермер, по слухам, взбешённый тем, что она напугала его коров. Позднее была сделана ещё одна попытка сфотографировать свинью над Баттерси, но в окончательный вариант обложки попало её изображение, смонтированное с одной из первых пробных фотографий электростанции. Эта история обеспечила новый проект Pink Floyd большим объёмом рекламного материала в новостных лентах СМИ. В то же время между Уотерсом и Hipgnosis возник спор об авторстве дизайна обложки, который привёл к тому, что группа отказалась от дальнейших услуг студии.
Студия Hipgnosis вернулась к работе с группой лишь в 1987 году. Для создания обложки альбома A Momentary Lapse of Reason Торгерсон выстроил на пляже Саунтон-Сэндз «реку» из больничных коек длиной в две мили, визуально выразив тем самым часто встречавшийся в тексте и музыке альбома образ реки. На создание центральных фигур для обложки следующей пластинки Pink Floyd, The Division Bell, Торгерсона вдохновили огромные монолиты моаи с острова Пасхи: по словам автора, два гигантских лица, обращённых друг к друг, образуют воображаемое третье, «отсутствующее», лицо — «лицо призрака прошлого группы, Сида и Роджера».

## Тематика текстов песен
Поэзия каждого нового альбома Pink Floyd существенно отличалась от предыдущего и выделялась оригинальностью образов, мыслей и тем. Вместе с этим стихи группы обнаруживают преемственность и взаимовлияние; порой в них встречаются сквозные темы, как, например, тема войны (от «Corporal Clegg» и до The Final Cut), ставшая «наваждением» для Роджера Уотерса. Песни Сида Барретта из дебютной пластинки, The Piper at the Gates of Dawn, и первых синглов группы, изобилующие яркими образами и повествующие о «кошках, серебряных башмаках, единорогах, мышонке Джеральде, велосипедах, гномах, огородных пугалах, „Книге Перемен“» и прочих «фантастических персонажах, предметах и явлениях», характеризуются как «излучающие удивительный свет», «обезоруживающе наивные, заразительно мелодичные и потрясающе оригинальные», «самые изобретательные и поразительные из всех, что когда-либо были записаны», свободные «от обычных рок-н-ролльных клише, относящихся к любви и сексу», и воплощающие в себе «бредовую английскую чудаковатость».
После ухода из группы Барретта участники Pink Floyd пытались повторить стиль его «психоделических сказок», как, например, в композиции Уотерса «Julia Dream»; музыканты сочиняли песни под влиянием атмосферы, созданной эпохой хиппи («It Would Be So Nice», «Remember a Day», «Summer ’68» и «Burning Bridges» Райта), обращались к темам мистики и космоса («Let There Be More Light», «Point Me at the Sky» Уотерса) или наркотических трипов («Cirrus Minor» Уотерса), создавали ностальгические пасторали («Fat Old Sun» Гилмора). Одновременно с этим в текстах ранних альбомов появляются упоминания тем, которые станут основой более позднего творчества Pink Floyd. Так, в песне «If» Уотерс пытается осмыслить противоречия своего характера, в «Cymbaline» размышляет над прессингом музыкальной индустрии, в «Free Four» упоминает о гибели отца на войне. В конечном итоге к 1973 году единственным автором стихов становится Уотерс, который окончательно освобождается от влияния поэтики Барретта и начинает сочинять тематически объединённые циклы песен о том, что происходит в настоящее время в обыденной жизни с ним и его современниками. Ещё в 1971 году в одном из интервью он признался, что намеревается в своих стихах «спуститься с небес на землю, меньше внимания уделять полётам фантазии и больше — тому, что волнует нас самих как обычных людей».
Сквозной темой всей поэзии Pink Floyd Роджер Уотерс назвал сострадание. С ним соглашаются некоторые из критиков, например, Джордж Рейш, который также отметил важность темы сострадания в лирике группы и охарактеризовал, в частности, «психоделический опус» «Echoes» из альбома Meddle как «построенный вокруг основной идеи искреннего общения, сострадания и взаимопомощи». Описывая поэзию группы, Джере О’Нил Сербер подчёркивал, что интересы музыкантов — «реальность и иллюзия, жизнь и смерть, время и пространство, закономерность и случайность, сочувствие и безразличие». О философии в лирике Роджера Уотерса упоминают и авторы журнала Rolling Stone. Они также отмечают, выражая при этом довольно распространённое мнение, что тексты Pink Floyd «передают определённо негативный взгляд на жизнь». Ряд критиков, в частности Дина Вайнштейн, не соглашаются с отрицательным стереотипом, сложившимся в отношении основного автора лирики квартета, считая его следствием неправильного толкования поэзии группы; несмотря на репутацию «самого мрачного человека в рок-музыке», они рассматривают Уотерса как экзистенциалиста.

## Признание и влияние
Pink Floyd является одной из наиболее коммерчески успешных и влиятельных рок-групп всех времён. Записи ансамбля разошлись по всему миру тиражом более, чем 250 миллионов копий, включая 75 миллионов сертифицированных записей в США (в том числе 38 миллионов копий альбомов, проданных в США с 1993 по 2012 год). В списке самых богатых людей за 2013 год, по данным газеты The Sunday Times, среди музыкантов Британии Роджер Уотерс занял 12-е место (его состояние было оценено в 150 миллионов фунтов стерлингов), Дэвид Гилмор — 27-е место (85 миллионов фунтов стерлингов), Ник Мейсон — 37-е место (50 миллионов фунтов стерлингов).
Группа Pink Floyd занимает высокие места в мировых музыкальных рейтингах, проводимых известными периодическими изданиями и телеканалами. По мнению авторов журнала Q, Pink Floyd стала самой лучшей группой всех времён в рейтинге 2004 года, в соответствии с оценкой, которая учитывала продажи самого популярного альбома, масштаб самого успешного гастрольного тура и число недель пребывания альбомов в чарте Великобритании. В этом же году телеканал MSNBC отдал Pink Floyd 8-е место в списке «10 лучших рок-групп всех времён». Редакция журнала Rolling Stone поместила группу на 51-ю позицию в списке «100 величайших исполнителей всех времён», составленном в 2010 году. Согласно рейтингам телевизионной сети VH1, ансамбль занял 18-ю строчку в списке «100 величайших исполнителей всех времён» (2010). Редактор «Энциклопедии популярной музыки» Колин Ларкин поместил Pink Floyd на 3-е место в списке «50 лучших исполнителей всех времён», исходя из количества голосов, отданных за альбомы, включённые в его книгу «1000 лучших альбомов всех времён». В 2008 году ведущий обозреватель рок- и поп-музыки издания The Guardian Алексис Петридис отметил, что Pink Floyd занимают уникальное место в прогрессив-роке: «Тридцать лет спустя прог всё ещё остаётся персоной non grata […] Только группа Pink Floyd, никогда не являвшаяся прог-группой, несмотря на их склонность к длительным композициям и „концепциям“, включена в список 100 лучших альбомов».
Музыка Pink Floyd неоднократно отмечалась престижными музыкальными премиями. В 1981 году звукорежиссёр Джеймс Гатри получил «Грэмми» в номинации «Лучшая звукорежиссура неклассического альбома» за запись альбома The Wall, а Роджер Уотерс был удостоен премии BAFTA в 1983 году в номинации «Лучшая песня из фильма» за композицию «Another Brick in the Wall» из фильма «Стена». В 1995 году лучшей инструментальной рок-композицией на церемонии «Грэмми» была признана композиция группы — «Marooned». В 2008 году король Швеции Карл XVI Густав вручил Pink Floyd премию Polar Music Prize «…за многолетний монументальный вклад в развитие поп-культуры и слияние музыки с другими видами искусства» (награду получили Роджер Уотерс и Ник Мейсон). В 1996 году группа была включена в Зал славы рок-н-ролла, в 2005 году — в Зал славы музыки Великобритании, а в 2010 году — в Зал славы хит-парадов Джона Рука.
Записи коллектива повлияли на творчество многих рок-исполнителей. В их число входят Дэвид Боуи, назвавший Сида Барретта важнейшим источником вдохновения, и Эдж из группы U2, который купил свою первую педаль дилея после прослушивания вступительных гитарных аккордов в композиции «Dogs» с альбома Animals. Среди других групп и солистов, которые называют музыку Pink Floyd важным творческим стимулом, — Queen, Tool, Radiohead, Kraftwerk, Marillion, Nine Inch Nails, Стивен Уилсон, Queensrÿche, The Orb, The Smashing Pumpkins, Mostly Autumn и т. д. Кроме того, музыка Pink Floyd оказала влияние на становление такого жанра, как неопрогрессивный рок, появившийся в 1980 годах.
В последние годы музыкальные инструменты, сценические реквизиты, плакаты, фотографии, черновики с текстами и нотами песен, а также предметы, связанные с созданием обложек, и другие вещи Pink Floyd становятся экспонатами музеев. В частности, они демонстрировались на выставке «Pink Floyd Interstellar» (2003—2004) в Городе Музыки в Париже и на выставке «Their Mortal Remains» (2017) в Музее Виктории и Альберта в Лондоне.
В настоящее время музыка Pink Floyd исполняется многочисленными трибьют-группами, созданными во многих странах мира, среди которых Brit Floyd (Великобритания), Australian Pink Floyd Show (Австралия), The Pink Floyd Show UK (Великобритания), Echoes (Израиль) и многие другие.

## Участники группы
- Сид Барретт — соло и ритм-гитара, вокал (1965—1968; умер в 2006)
- Ник Мейсон — ударные, перкуссия (1965—1995, 2005, 2007, 2013—2015, 2022)
- Роджер Уотерс — бас-гитара, вокал, ритм-гитара (1965—1985, 2005)
- Ричард Райт — клавишные, фортепиано, орган, синтезаторы, вокал (1965—1979, 1990—1995, 2005, 2007; умер в 2008) (концертный/ сессионный участник в 1979—1981 и в 1986—1990)
- Дэвид Гилмор — соло и ритм-гитара, вокал, бас-гитара, клавишные, синтезаторы (1967—1995, 2005, 2007, 2013—2015, 2022)

## Дискография
- The Piper at the Gates of Dawn (1967)
- A Saucerful of Secrets (1968)
- Music from the Film More (1969)
- Ummagumma (1969)
- Atom Heart Mother (1970)
- Meddle (1971)
- Obscured by Clouds (1972)
- The Dark Side of the Moon (1973)
- Wish You Were Here (1975)
- Animals (1977)
- The Wall (1979)
- The Final Cut (1983)
- A Momentary Lapse of Reason (1987)
- The Division Bell (1994)
- The Endless River (2014)